# Procès de Nuremberg
Vous lisez un « bon article » labellisé en 2009.

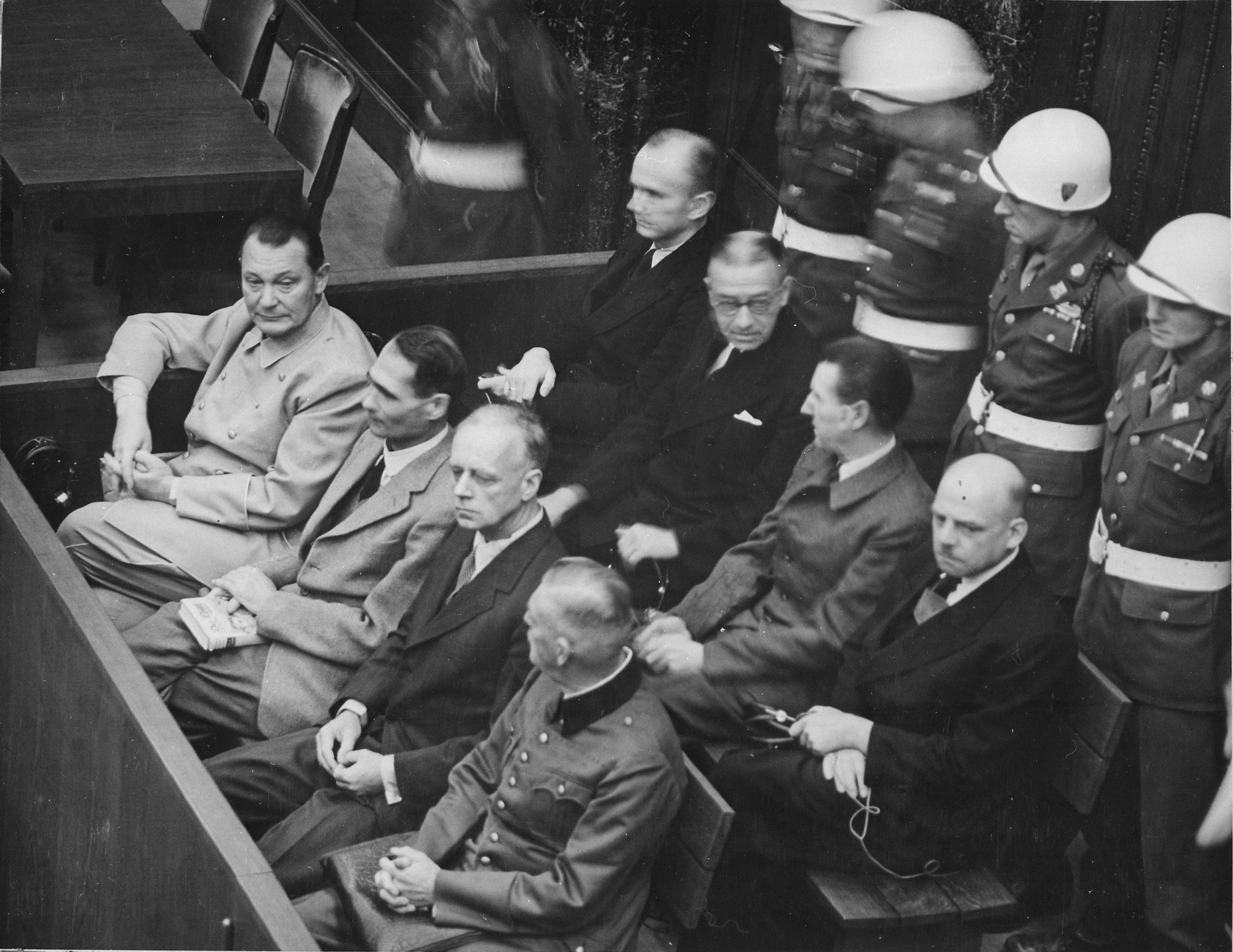
Procès de Nuremberg
(De gauche à droite)
Premier rang : Göring, Hess, Ribbentrop, Keitel ;
Second rang : Dönitz, Raeder, Schirach, Sauckel.

Le procès de Nuremberg intenté par les puissances alliées contre 24 des principaux responsables du Troisième Reich, accusés de complot, crimes contre la paix, crimes de guerre et crimes contre l'humanité, se tient du 20 novembre 1945 au 1er octobre 1946 dans le palais de justice de Nuremberg et constitue la première étape de la mise en œuvre d'une juridiction pénale internationale.
Sur la base de différentes négociations intervenues entre les Alliés, ce procès se déroule sous la juridiction du Tribunal militaire international siégeant à Nuremberg, alors en zone d'occupation américaine. Le tribunal siège en exécution de l'accord de Londres signé le 8 août 1945 par les gouvernements des États-Unis d'Amérique, du Royaume-Uni de Grande-Bretagne et d'Irlande du Nord, de l'Union des républiques socialistes soviétiques et par le gouvernement provisoire de la République française, afin de juger les dirigeants du Troisième Reich. Quatre chefs d'accusation sont invoqués : complot, crimes contre la paix, crimes de guerre, et crimes contre l'humanité, ce dernier point étant une notion partiellement nouvelle.
Le choix des accusés est contraint par l'absence de plusieurs hauts responsables nazis, qui par leur mort ou leur fuite échappent à la mise en accusation. Mis sous le feu des projecteurs par la présence de la presse internationale, le cours du procès est plusieurs fois perturbé par des tensions créées par les avocats des accusés ou les procureurs, voire par l'un des juges. Mais malgré ces difficultés et autres incompatibilités de point de vue qui se manifestent également lors des délibérations, le procès se déroule de manière assez calme, voire lente pour de nombreux observateurs.
Il aboutit à la condamnation à mort par pendaison de douze condamnés : Martin Bormann (par contumace), Hans Frank, Wilhelm Frick, Hermann Göring (qui se suicide juste avant l'exécution de la sentence), Alfred Jodl, Ernst Kaltenbrunner, Wilhelm Keitel, Joachim von Ribbentrop, Alfred Rosenberg, Fritz Sauckel, Arthur Seyß-Inquart et Julius Streicher. Des peines de prison allant jusqu'à la perpétuité sont prononcées contre Karl Dönitz, Walther Funk, Rudolf Hess, Konstantin von Neurath, Erich Raeder, Baldur von Schirach et Albert Speer. Enfin, Hans Fritzsche, Franz von Papen et Hjalmar Schacht sont acquittés. Robert Ley est mort avant le procès ; Gustav Krupp von Bohlen und Halbach est considéré médicalement inapte à être jugé.
D'autres procès concernant les faits découverts durant ces audiences ont eu lieu. Suivant cet exemple, une cour similaire, le Tribunal militaire international pour l'Extrême-Orient, est réunie pour juger des crimes commis sur le front du Pacifique.
Le procès de Nuremberg a permis de poser certaines des règles reprises ensuite par les tenants d'une justice internationale et reste dans l’Histoire comme la première mise en application de la condamnation pour crime contre l'humanité.

## Précédents historiques
Traditionnellement, c'est le traité de paix entre les puissances belligérantes qui juge et règle les griefs et les dommages respectifs, accordant le butin de guerre au vainqueur, imposant au vaincu des compensations et des réparations. Destiné à mettre définitivement fin au conflit, un traité de paix était toujours assorti d'une clause d'amnistie générale interdisant définitivement à l'avenir, pour quelque cause que ce soit, d'évoquer ou de poursuivre des fautes commises pendant ou à l'occasion du conflit. La plus ancienne mention d'une telle clause d'amnistie dans un but de pacification remonte à la Grèce antique : « Lorsque les trente tyrans furent chassés d'Athènes, Thrasibule fit une loi agréée des Athéniens qui porterait que de part et d'autre on oublierait tout ce qui s'était passé pendant la guerre : c'est à cette époque qu'on a commencé à employer le nom d'amnistie ». On trouve encore ces clauses d'amnistie en 1962 à la fin des accords d'Évian mettant fin à la guerre d'Algérie.
Terminer une guerre en mettant en place un tribunal et en ouvrant une procédure judiciaire pour juger les dirigeants de la puissance belligérante vaincue est une manière de faire qui n'a pas de précédent dans l'histoire. Napoléon est l'un des premiers chefs d'État ou chefs politiques à propos duquel ait été émise l'idée de le juger pénalement par un tribunal international : « L'idée, mise en avant surtout en Angleterre, de le faire juger par des députés de tous les souverains d'Europe a quelque chose de séduisant ; ce serait le plus grand et le plus imposant des jugements qu'on eût jamais vus dans le monde ; on pourrait y développer les plus beaux principes du droit des gens…, et, de quelque façon que la chose tournât, ce serait un grand monument dans l'histoire », écrit Joseph de Maistre dans une lettre au comte de Front le 27 juillet 1815.
L'une des premières juridictions plurinationales date de 1899, date à laquelle la Cour permanente d'arbitrage est formée : elle existe toujours, mais ne s'est jamais reconnu de compétence pénale.

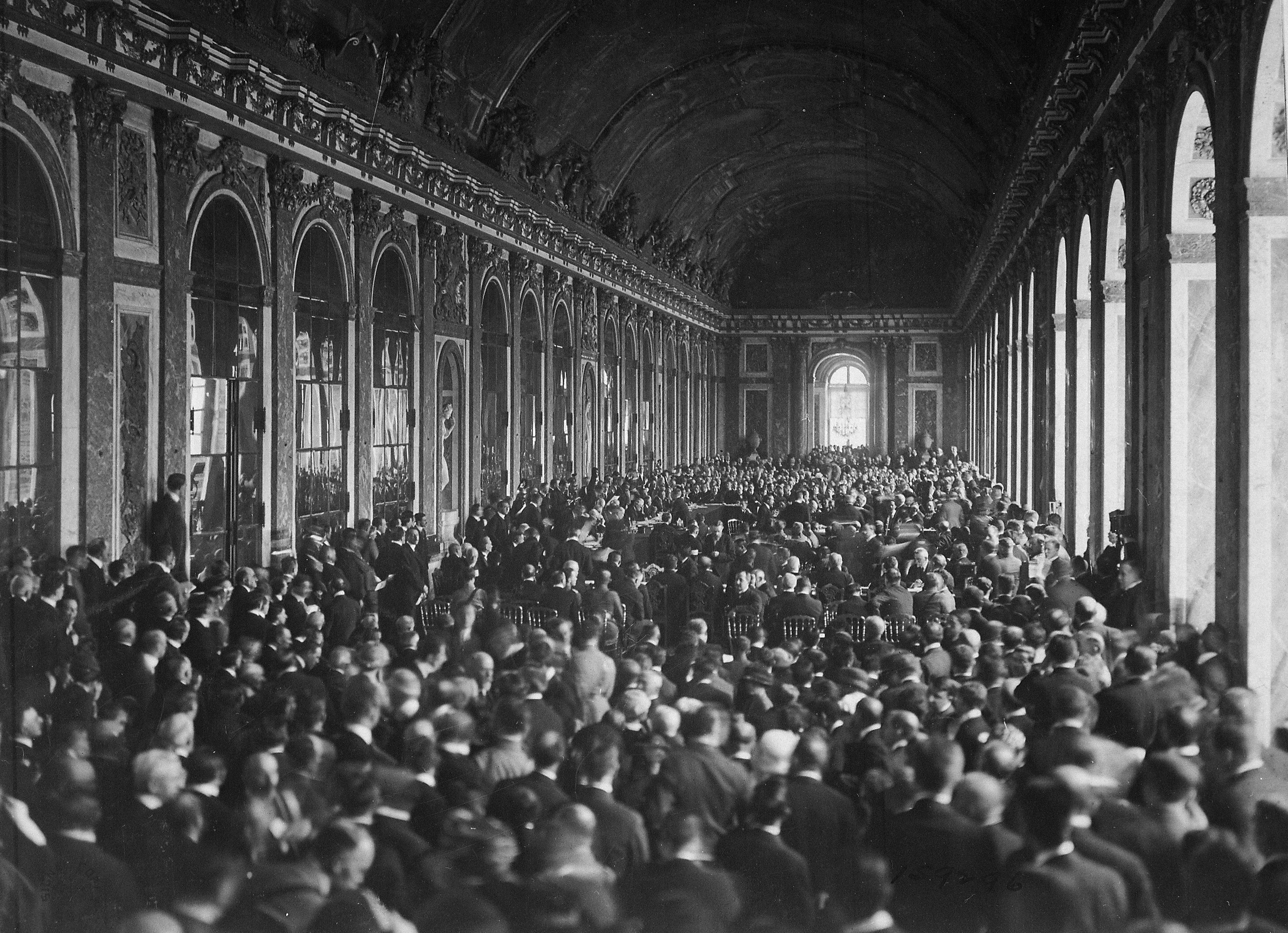
Signature du traité de 1919, galerie des Glaces, Versailles.

L'idée précise d'une juridiction internationale pénale date de la Première Guerre mondiale, et découle des traités qui y ont mis fin :
- Le traité de Versailles stipule, dans son article 227, la mise en accusation de l'empereur Guillaume II, « pour offense suprême contre la morale internationale et l'autorité sacrée des traités ». Il prévoit également qu'un tribunal spécial composé de représentants des États-Unis d'Amérique, de l'Empire britannique, de la France, de l'Italie et du Japon soit constitué. L'article 228 demande le jugement des criminels de guerre, mis à disposition par le nouveau Reich qui doit les extrader sur demande.
- En son article 230, le traité de Sèvres prévoit l'extradition par l'Empire ottoman des criminels de guerre pour leur jugement par un tribunal international.

Mais ces stipulations ne peuvent être appliquées dans la pratique :
- Le gouvernement néerlandais, auprès duquel s'est réfugié Guillaume II, refuse de le livrer, se référant au principe de non-rétroactivité des lois. Le procès n'a donc pas lieu[3].
- La république de Weimar explique aux Alliés que l’extradition susciterait une opposition populaire féroce, qui augmenterait l'instabilité du gouvernement. Le jugement des criminels de guerre, ou du moins d'une partie d'entre eux, a donc lieu en Allemagne, devant le tribunal du Reich de Leipzig, de mai 1921 à décembre 1922. Le résultat n'est pas à la hauteur des attentes : sur 901 accusés, 888 sont acquittés. Les 13 autres sont condamnés à des peines légères qu'ils ne purgent pas[4]. Le procès de Leipzig fut, dès son déroulement, qualifié d'échec et de parodie de justice[5] et servit de contre-exemple pour Nuremberg[6].
- Le traité de Sèvres n'est pas ratifié ; le traité de Lausanne, qui le remplace, ne prévoit pas les mêmes dispositions vis-à-vis de la nouvelle république de Turquie.

En 1922, la Cour permanente de justice internationale est installée. Pas plus que les précédentes, elle n'a de compétence pénale. Elle est dissoute en 1946, avec la fondation de l'Organisation des Nations unies.

## Maturation pendant la Seconde Guerre mondiale

### Premières déclarations
Dès le 17 avril 1940, les gouvernements anglais et français ainsi que le gouvernement polonais en exil dénoncent « la persécution des Polonais [et] le traitement atroce infligé à la communauté juive de Pologne ». Le 25 octobre 1941, interrogé sur les buts majeurs de la guerre, Winston Churchill évoque le « châtiment des crimes commis dans les pays occupés par l'Allemagne » et envisage une répression rapide.
Le 12 juin 1941, des représentants de huit gouvernements en exil, ainsi que ceux du Comité national français (CNF), signent la déclaration du palais de Saint-James, dans laquelle ils expriment leur volonté de juger les criminels de guerre par l’établissement d’une juridiction internationale, en élaborant durant la guerre le cadre des futurs procès.
Le 17 décembre 1942, une déclaration interalliée, publiée simultanément à Londres, Moscou et Washington, condamne le dessein d’Hitler d’exterminer les Juifs. Les gouvernements des pays occupés, ainsi que le CNF, affirment leur volonté de « châtier les coupables à la mesure de leurs forfaits ». Toutefois, la nature et le moyen du châtiment ne sont pas plus explicites que dans la déclaration de Saint-James.
Le 30 octobre 1943, en même temps qu’est créée la « commission des crimes de guerre des Nations unies », Cordell Hull, Anthony Eden et Viatcheslav Molotov, les trois ministres des Affaires étrangères des Alliés, rédigent une déclaration inspirée par leurs dirigeants : la « déclaration de Moscou ». Elle différencie deux types de criminels de guerre : ceux qui ont commis leurs crimes en un seul pays, et ceux dont les actes ont eu lieu dans différents pays. Si les premiers doivent être jugés par le pays dans lequel les crimes ont été perpétrés, les autres doivent être punis « en vertu d’une décision commune des gouvernements alliés ». L’importance de l’envergure géographique des crimes est mise en avant, mais pas celle de l’importance des crimes en eux-mêmes.

### Commission des crimes de guerre des Nations unies
Une commission chargée d’enquêter sur les crimes est créée en octobre 1943. Elle regroupe les nations occupées (Belgique, Chine, Grèce, Luxembourg, Norvège, Pays-Bas, Pologne, Tchécoslovaquie, France) ainsi que d’autres qui luttent de concert contre l’Allemagne nazie et ses alliés (Afrique du Sud, Australie, Canada, États-Unis, Indes, Nouvelle-Zélande, Royaume-Uni). L’URSS, ayant souhaité que chacune de ses républiques occupées soit représentée et n’ayant pas obtenu satisfaction, ne fait pas partie de la commission. Faute de moyens, la commission n’a que de minces résultats. Sa réflexion sur les questions juridiques déterminera cependant un relatif cadre de référence pour les juristes qui prépareront le futur procès.

### Discussions au sommet

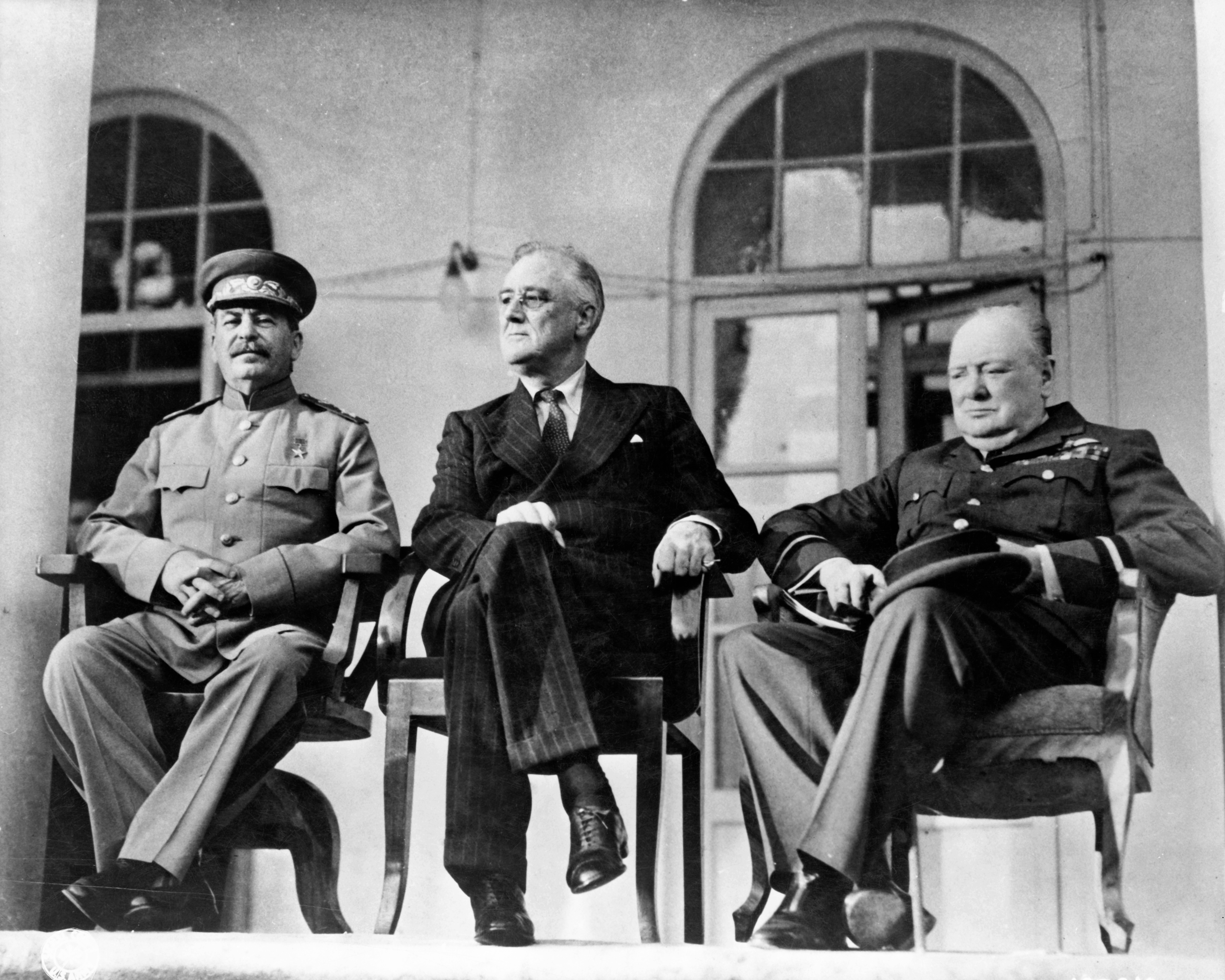
De gauche à droite, Staline, allié depuis 1941 à Roosevelt et Churchill, à la conférence de Téhéran de novembre 1943.

Winston Churchill, Franklin Delano Roosevelt et Joseph Staline discutent de diverses options pour poursuivre les responsables nazis. Mais les positions des Alliés sont à la fois précises et antagonistes : les Anglais, partisans des jugements après la Première Guerre mondiale, ne souhaitent pas voir se répéter les parodies de procès. Tout en espérant que les principaux responsables du Troisième Reich se suicident ou que le peuple règle leur sort, Churchill souhaite faire exécuter, sans procès, certains responsables, dont la liste doit être établie. Il est soutenu par Roosevelt. Les Russes, par la voix de Staline, évoquent, à la conférence de Téhéran, l’exécution de « 50 000 officiers allemands ». Lorsque Churchill, nanti de l’accord de Roosevelt pour des exécutions sans jugement, vient à Moscou en octobre 1944 pour obtenir celui de Staline, celui-ci refuse. Il ne veut pas d’exécutions sans procès, malgré les exhortations de Churchill qui souligne les lacunes du droit international.
À la fin de la conférence de Yalta, Churchill, conformément à la déclaration de Moscou, reformule sa demande que les principaux criminels de guerre soient exécutés.
À la fin de la guerre, les positions des anglo-américains se modifient. L’arrivée au pouvoir de Harry S. Truman change l'attitude du gouvernement américain, le nouveau président refusant les exécutions sommaires. De Gaulle, consulté par un proche de Roosevelt en avril 1945, est également favorable à un procès plutôt qu'à des exécutions. Le 3 mai 1945, le cabinet de guerre britannique renonce : Benito Mussolini ayant été assassiné par la foule, et Adolf Hitler et Joseph Goebbels s'étant suicidés, les Britanniques s’alignent sur la position de leurs principaux alliés. Finalement, c'est la conférence de Potsdam qui fixe le sort des ennemis des forces alliées, tant sur le front européen que sur le front asiatique.

## Création du tribunal

### Préparation

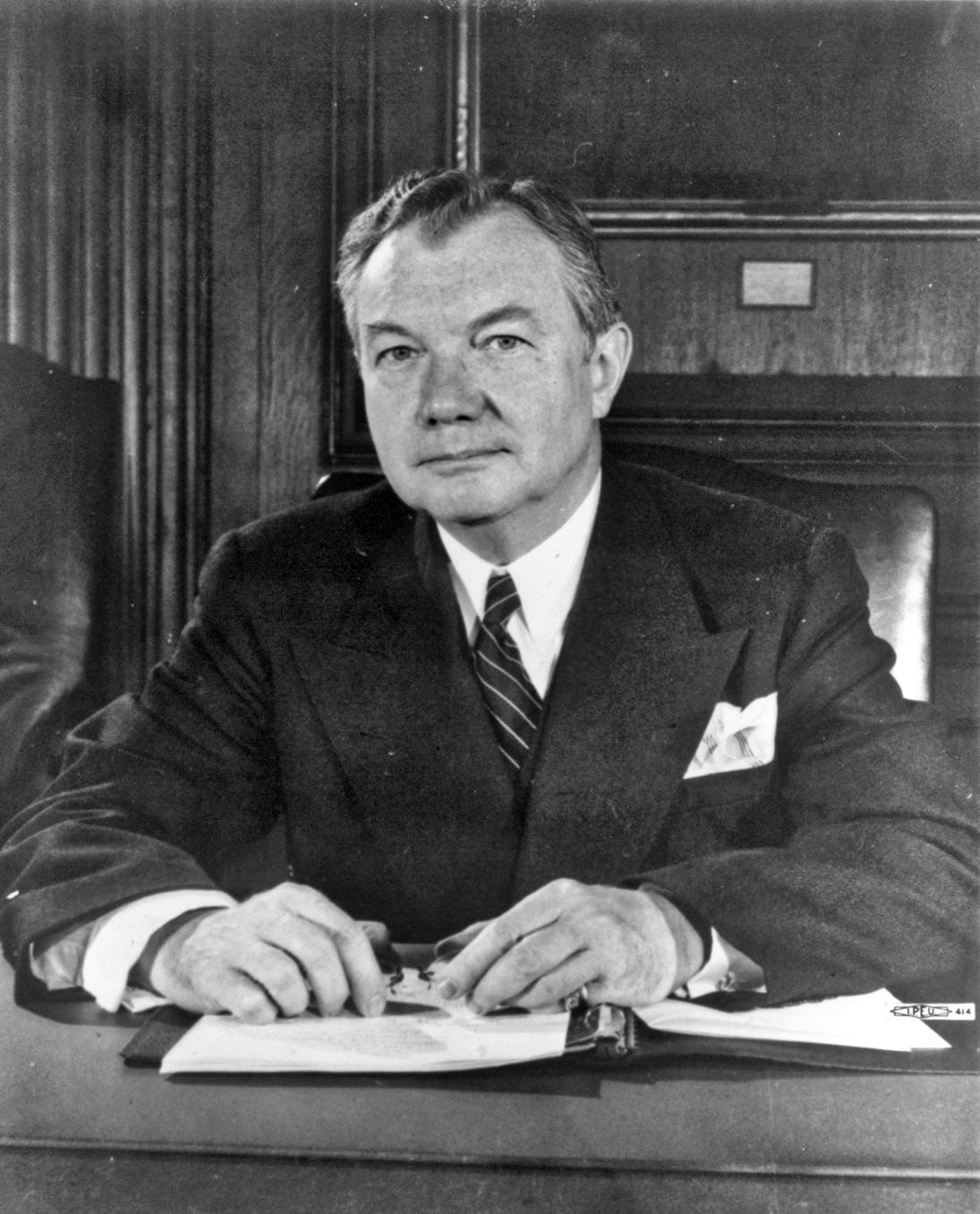
Robert Jackson.

Harry S. Truman charge Robert Jackson, juge à la Cour suprême et ancien procureur général des États-Unis, de la préparation du procès. Proche de Roosevelt, Jackson avait légitimé sur le plan juridique l’aide apportée aux Alliés par les États-Unis avant leur entrée en guerre. Dans un de ses premiers rapports à Truman quant au but du procès, il fait part au président de ses convictions : « Le procès que nous entamons contre les principaux inculpés a trait au plan de domination nazi, et non aux actes individuels de cruauté qui se sont produits hors de tout plan concerté. Notre procès doit constituer un historique bien documenté de ce qui était, nous en sommes convaincus, un plan d’ensemble, conçu en vue d’inciter à commettre des agressions et les actes de barbarie qui ont indigné le monde ».

### Pourparlers entre Américains et Britanniques
Le 20 juin 1945, l’équipe américaine menée par Jackson arrive à Londres afin de négocier avec la délégation britannique. Celle-ci est menée par l’attorney general, David Maxwell Fyfe, qui est remplacé après la victoire des travaillistes par Hartley Shawcross. Les discussions portent sur deux points préalables : faut-il organiser un seul grand procès ou plusieurs, et faut-il axer la procédure sur les crimes de guerre ou sur le complot nazi pour dominer l’Europe ?
Cette dernière question est primordiale pour les Américains : ils sont en faveur d’un procès axé sur l’accusation de complot, et celle de « crimes contre la paix », avec un nombre limité d’accusés et des preuves décisives, même si elles sont peu nombreuses. Ils sont également partisans de juger des organisations qui furent, selon eux, les principaux instruments du complot. Les Britanniques, quant à eux, souhaitent un procès très court, éventuellement de moins de deux semaines. Mais ils ne s’opposent pas aux Américains, et proposent les premiers noms des futurs accusés.

### Discussion avec les Français et les Soviétiques
Le 24 juin 1945, la délégation française arrive à Londres. Elle est composée du juge Robert Falco, et du professeur André Gros, membre de la commission des crimes de guerre des Nations unies. Le 25 juin, c’est la délégation soviétique qui se présente : le général Iona Nikitchenko, connu pour son rôle dans les procès de Moscou, et le professeur Aron Naumowitsch Trainin (de). Ces deux délégations sont en désaccord avec la position anglo-américaine : ni les Français ni les Soviétiques n'acceptent que les notions de « complot » et de « crimes contre la paix » soient au cœur du procès. Leurs deux pays ayant été gravement touchés par les crimes de guerre, ces délégations pensent que c’est cette notion qui doit être au centre du procès. Pour le professeur Gros, une guerre d’agression n’est pas un crime par nature ; c’est la manière criminelle de la mener qui met les Allemands sur le banc des accusés.
De plus, la procédure est remise en cause par les Soviétiques, qui veulent également que le procès se tienne dans leur zone d’occupation, à Berlin-Est, et non à Nuremberg dans la zone d'occupation américaine comme le proposent les autres délégations. Néanmoins, après la conférence de Potsdam, Staline se range à l’avis des Alliés : le « complot » fera partie des chefs d’accusation, le procès aura lieu à Nuremberg, ville symbole du nazisme. Le siège permanent du tribunal est cependant fixé à Berlin. L'accord de Londres, signé le 8 août 1945, définit l’ensemble des règles du tribunal.

## Statut du Tribunal militaire international
Partie intégrante des accords, le statut pose les règles de fonctionnement du tribunal qui vont suivre une procédure de type anglo-saxonne. Le statut définit également les chefs d’accusation.

### Crimes contre la paix et complot
Les crimes contre la paix sont « la direction, la préparation, le déclenchement ou la poursuite d’une guerre d’agression, ou d’une guerre de violation des traités, assurances ou accords internationaux, ou la participation à un plan concerté ou à un complot pour l’accomplissement de l’un quelconque des actes qui précèdent ». Cette définition précise par la suite que tous les accusés, sans exception, ont participé à un complot destiné à commettre des crimes contre la paix, des crimes de guerre et des crimes contre l’humanité. Les auteurs exposent ainsi la notion de crimes contre la paix et la notion de complot. Tous les accusés seront inculpés de complot, presque tous de crimes contre la paix.
C’est une grande nouveauté : la guerre, considérée jusque-là comme la prérogative d'un État souverain, peut désormais être considérée comme un crime en droit international.

### Crimes de guerre
La définition des crimes de guerre n'a pas changé depuis le début du XXe siècle : il s'agit de violations des lois et coutumes de guerre, dont l'assassinat et les mauvais traitements des populations civiles ou des prisonniers militaires, déportation des populations civiles, l'exécution d’otages, le pillage de biens, la dévastation et la destruction de villes ou villages sans motifs, etc. Toutefois, les Alliés ne poursuivent que les crimes commis sur les personnes se trouvant sous le pouvoir des nazis, et non ceux commis lors d’affrontements directs entre belligérants ou de bombardements d'objectifs non militaires.

### Crimes contre l’humanité
La définition des crimes contre l'humanité n’a été retenue qu’après un examen de quinze versions différentes. La version adoptée comprend dans cette notion « l’assassinat, l’extermination, la réduction en esclavage, la déportation et tout acte inhumain commis contre toutes les populations civiles, avant ou pendant la guerre, ou bien les persécutions pour des motifs politiques, raciaux ou religieux, lorsque ces actes ou persécutions, qu’ils aient constitué ou non une violation du droit interne du pays où ils ont été perpétrés, ont été commis à la suite de tout crime entrant dans la compétence du tribunal ou en liaison avec ce crime ». Cette définition est partiellement nouvelle : si la notion l’est, la définition peut s’appuyer sur le traité de Sèvres ainsi que sur les principes généraux du droit interne et du droit international,.
Cette notion est limitée dans le temps : les crimes antérieurs au début de la guerre et postérieurs au 8 mai 1945 ne relèvent pas de la compétence du tribunal, à moins qu’ils aient un lien avec le « complot », comme lors de l’Anschluss. Ainsi, les persécutions des Juifs avant 1939, sur le territoire allemand notamment, ne sont poursuivies qu’en les considérant comme des « mesures militaires », destinées à atteindre les objectifs de guerre. C’est le point de vue anglo-saxon qui est retenu dans cette définition, opposé à l’idée d’André Gros qui aurait souhaité faire des persécutions un crime indépendant. Jackson et Maxwell Fyfe ne sont pas disposés à juger ces mesures, affaires internes de l’Allemagne, à Nuremberg autrement qu’en les reliant au complot.

### Responsabilité et impartialité
L’article 7 du statut précise que la situation officielle d’un accusé comme haut responsable n'est pas considérée comme une circonstance atténuante, et n’entraîne donc pas de diminution de peine. Le tribunal précise que les représentants d’un État ne pourront être protégés s’ils sont reconnus comme criminels par le droit international.
L’article 8 du statut établit que les responsables incriminés ayant obéi à leur gouvernement ou à d’autres supérieurs hiérarchiques peuvent voir leur peine diminuée, mais sans que cela les dégage de leur complète responsabilité.
L'article 16 énonce que le procès sera équitable et que les accusés pourront choisir librement leurs avocats, y compris parmi ceux connus pour leurs sympathies avec le régime nazi.
L'article 19 et l'article 21 posent les règles spécifiques que le Tribunal adoptera pour l'administration des preuves des faits reprochés aux accusés : procédure rapide et non formaliste ; les faits de notoriété publique seront tenus pour acquis ; les documents et rapport officiels des Gouvernements des Nations unies, y compris ceux dressés par les Commissions établies dans les divers pays alliés seront considérés comme des preuves authentiques.

## Choix des accusés

### Élaboration de la liste
Au moment de la rencontre entre les délégations américaine et britannique, ces derniers proposent une liste de dix noms, tous arrêtés par les Britanniques et les Américains et qui ont été chargés, à l'exception de Julius Streicher, de hautes responsabilités au sein du régime nazi. Pour la plupart, ce sont des fidèles de l'idéologie nazie et de Hitler depuis la première heure, les dix personnes présentes sur cette première liste sont faciles à incriminer. Les Britanniques complètent ensuite cette première proposition en y ajoutant sept noms supplémentaires, dont celui d'Adolf Hitler, dont la mort n'est pas encore prouvée. Les Américains acceptent la liste.
Entre la signature de l'accord de Londres, le 8 août 1945, et l’ouverture officielle du procès, le 18 octobre 1945, les quatre délégations se réunissent pour établir la liste définitive des accusés : Adolf Hitler en est retiré et huit nouveaux noms y sont ajoutés.
À côté de la mise en accusation de personnes physiques, l’une des innovations du procès de Nuremberg est la mise en cause de groupes complets d’individus, coupables de leur affiliation à l’une ou l’autre des organisations mises en accusation. Ainsi, Murray Bernays, avocat américain à qui l’on doit également l'élaboration de la notion de « complot », espère pouvoir provoquer des condamnations massives, tout en évitant deux écueils : l’impossibilité des trop nombreux procès individuels à organiser, et la proclamation d’une culpabilité collective allemande, contraire au droit. Ainsi, cette procédure permet de démontrer qu’une organisation est criminelle ; ensuite, dans le cas des individus, il ne reste plus qu’à prouver leur affiliation à cette organisation, qui ne suffit toutefois pas à elle seule à justifier une condamnation.
Cette demande de punitions massives est causée par la découverte par l'opinion publique des camps de concentration : l'un des journalistes qui en effectuent la visite, John Pulitzer Jr, rédacteur en chef d’un journal américain, réclame la mort de plus d’un million de nazis. Aussi, les responsables militaires vont demander dans une circulaire du 26 avril 1945, l’arrestation des dignitaires du parti nazi depuis le grade d’Ortsgruppenleiter (chef de groupe local), des membres de la Gestapo et du SD, de tous les officiers et sous-officiers de la Waffen-SS, des officiers d’état-major, des officiers de police depuis le grade d’Oberleutnant, des officiers SA, des ministres, hauts fonctionnaires et responsables territoriaux, depuis le rang de bourgmestre dans le Reich et commandants municipaux civils et militaires dans les territoires occupés, des nazis et sympathisants nazis de l’industrie et du commerce, des juges et procureurs des tribunaux spéciaux et des traîtres et des alliés des nazis. Toutefois, les documents permettant de recenser ces personnes sont rares, et la liste des organisations mises en accusation, déjà prévue dans l'accord de Londres, est réduite à un nombre plus restreint.
Enfin, l’organisation interalliée qui contrôle l’Allemagne après la guerre émet une loi s’inspirant des accords de Londres, permettant aux tribunaux allemands de juger les criminels allemands. Mais la non-rétroactivité des lois exigée par le commandement allié auprès des tribunaux allemands, empêche les juges d’appliquer ces dispositions. Ces contradictions seront en partie effacées par le Tribunal, lors de la lecture du jugement.

### Liste des accusés
1. Hermann Göring, le plus haut dignitaire du Reich encore vivant après la mort de Hitler, de Goebbels et de Himmler, est un ancien dauphin de Hitler ; commissaire à l'aviation, commandant de la Luftwaffe, ministre de l'Intérieur de Prusse, président du Reichstag et ministre du Plan quadriennal.
2. Rudolf Hess, dont l'état de santé mentale pose problème, prisonnier en Angleterre depuis le 10 mai 1941, mais avant cette date chef de la chancellerie du NSDAP, successeur désigné à la tête du Reich, et membre du Conseil de la défense du Reich[d].
3. Joachim von Ribbentrop, ambassadeur du Reich au Royaume-Uni puis ministre des Affaires étrangères en 1938.
4. Robert Ley, dirigeant du Front allemand du travail.
5. Wilhelm Keitel, chef de l’Oberkommando der Wehrmacht de 1938 à 1945.
6. Julius Streicher, l'un des antisémites nazis les plus virulents, directeur du journal Der Stürmer et Gauleiter de Franconie ; il a notamment organisé un boycott des commerçants juifs en 1933 et appelé à l'extermination des Juifs ; il n’exerce plus de rôle dans le gouvernement après le début de la guerre.
7. Ernst Kaltenbrunner, successeur de Reinhard Heydrich après 1942 à la tête du RSHA (l’Office central de la sécurité du Reich), l'organe de police secrète du régime, intégrant notamment la Gestapo.
8. Alfred Rosenberg, théoricien du nazisme et ministre des Territoires occupés de l'Est.
9. Hans Frank, ancien avocat de Hitler, président de l'Académie de droit allemand entre 1934 et 1941 et à la tête du Gouvernement général de Pologne dès 1939.
10. Wilhelm Frick, prédécesseur de Himmler au poste de ministre de l’Intérieur du Reich, et deuxième et dernier Reichsprotektor du Bohême-Moravie à partir de 1943 ; principal auteur des lois antisémites de Nuremberg en 1935.
11. Hjalmar Schacht, ministre de l'Économie jusqu'en 1937 et président de la Reichsbank jusqu'en 1939 ; arrêté par les Américains à Dachau où l’avait enfermé Hitler après l’attentat manqué de juillet 1944.
12. Arthur Seyss-Inquart, ministre de l'Intérieur et chancelier de la République autrichienne en 1938, il a activement pris part à l’Anschluss ; dès mai 1940, commissaire du Reich pour les Pays-Bas où il est responsable de la déportation des Juifs néerlandais.
13. Karl Dönitz, commandant en chef de la Kriegsmarine, et président du Reich dans le gouvernement de Flensbourg, après la mort de Hitler, du 1er mai au 23 mai 1945.
14. Walther Funk, successeur de Schacht à la tête de la Reichsbank et au ministère de l’Économie.
15. Albert Speer, architecte de Hitler, et successeur de Fritz Todt au ministère de l’Armement ; à ce titre, il a participé à l'exploitation de la main d'œuvre concentrationnaire.
16. Baldur von Schirach, chef des Jeunesses hitlériennes et gauleiter de Vienne.
17. Fritz Sauckel, exécuteur du plan du Service du travail obligatoire, qui a entraîné la déportation de près de cinq millions de travailleurs forcés en Allemagne.
18. Alfred Jodl, chef de l'état-major de la conduite des opérations militaires au Haut Commandement de la Wehrmacht.
19. Franz von Papen, un des prédécesseurs de Hitler au poste de chancelier, vice-chancelier dans le cabinet Hitler nommé ambassadeur à Vienne après la nuit des Longs Couteaux, puis en Turquie pendant la guerre.
20. Konstantin von Neurath, prédécesseur de Ribbentrop comme ministre des Affaires étrangères, premier Reichsprotektor de Bohême-Moravie à partir de 1939, jugé inefficace par Hitler qui le fait assister par Heydrich à compter de 1941, remplacé par Frick en 1943. Le cabinet Hitler, premier cabinet du Reich, en 1933.

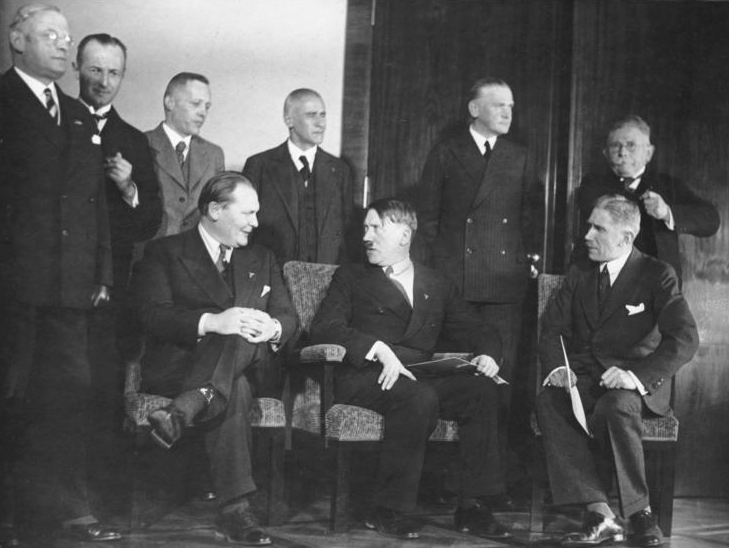
Le cabinet Hitler, premier cabinet du Reich, en 1933.

21. Erich Raeder, commandant en chef de la Marine jusqu'en 1943 ; responsable de la guerre sous-marine à outrance et de l'exécution de commandos alliés, suivant le Kommandobefehl d'Adolf Hitler.
22. Martin Bormann, successeur de Hess à la chancellerie du NSDAP (dont il était l'assistant) en 1941 et secrétaire particulier d'Hitler. Il fut nommé ministre du Parti dans le testament d'Hitler. Jugé par contumace (il était considéré comme encore vivant lors du procès. Il ne fut officiellement déclaré mort qu'en 1973)[33]
23. Hans Fritzsche, collaborateur de Goebbels, responsable de la presse et de la radio au ministère de la Propagande nazie.
24. Gustav Krupp von Bohlen und Halbach, dirigeant du groupe Krupp Ag (l'un des principaux fournisseurs d’aciers et de canons du Reich), considéré comme médicalement inapte à suivre le procès.
25. Le cabinet du Reich (gouvernement), à partir du 30 avril 1933.
26. Le corps des chefs politiques du parti nazi (c’est-à-dire la hiérarchie de ce parti).
27. La SS, y compris le SD (service de sécurité de la SS créé en 1931, qui a été intégré au RSHA dès la création de ce dernier en 1939, donc sous la direction de Heydrich de 1931 jusqu'en 1942, puis de Himmler par intérim puis de Kaltenbrunner, voir ci-dessus).
28. La Gestapo, intégrée au RSHA en 1939.
29. La SA.
30. L’État-Major général (probablement de l'Armée de terre pour le différencier du suivant).
31. Le Haut commandement des forces armées allemandes[34].

## Choix du lieu

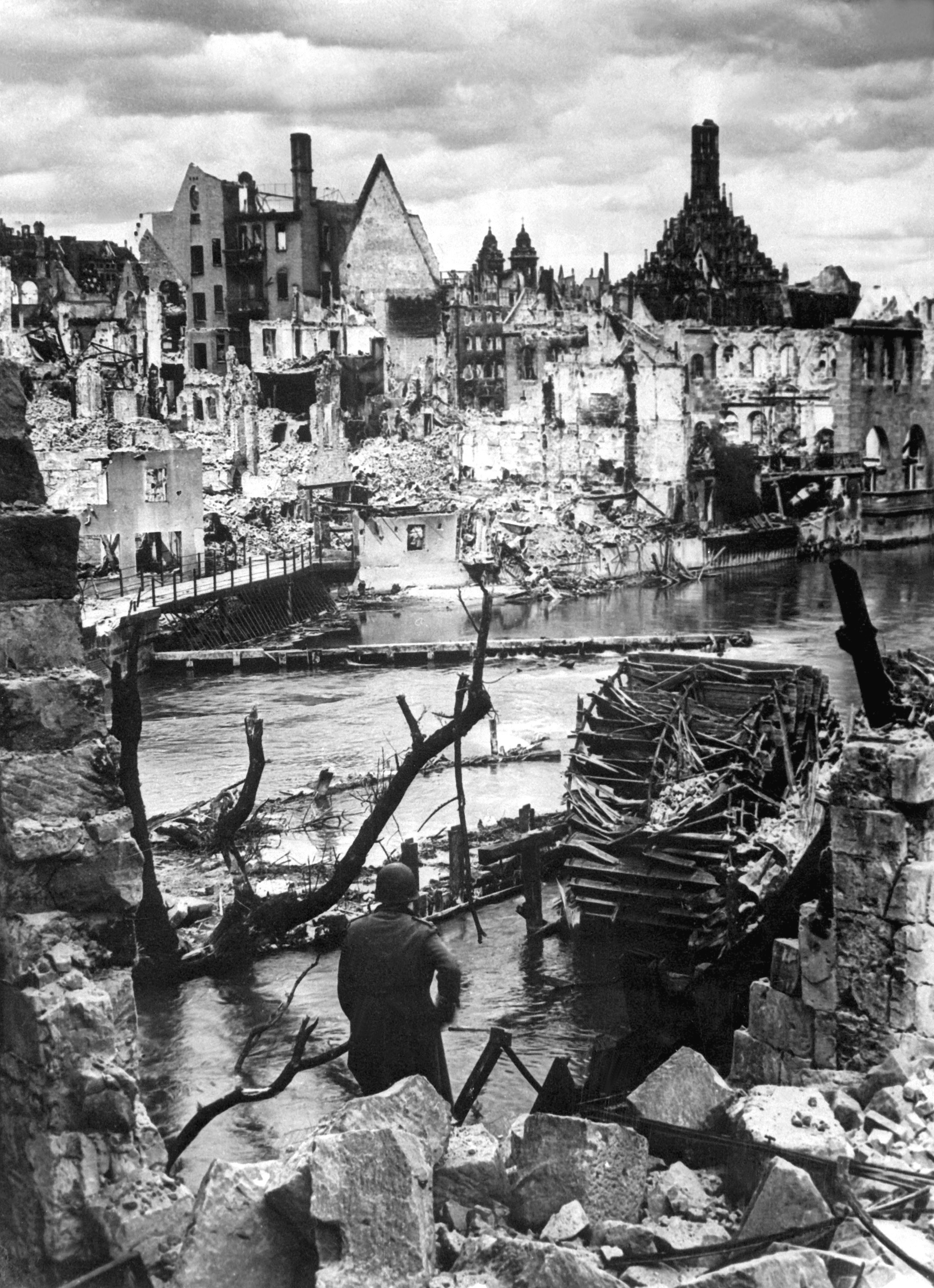
Nuremberg, en 1945.

Si les Britanniques et les Américains proposent la ville de Nuremberg pour y tenir le procès, c’est avant tout parce qu'elle dispose des infrastructures nécessaires (Leipzig, Munich et Luxembourg furent également pressenties)[réf. souhaitée]. Si une bonne partie de la cité est devenue un champ de ruines après les bombardements en 1945 et les durs combats pour la prise de la ville, elle possède encore quelques bâtiments utilisables : le palais de justice et la prison, reliés par un tunnel, l’hôtel de ville et le Grand Hôtel. Le symbolisme du lieu, où ont été proclamées les lois antisémites de 1935 et où ont eu lieu les rassemblements du parti nazi n’est pas à l’origine du choix, même s'il a sans doute pu renforcer celui-ci.
L’armée américaine rétablit l’électricité, le téléphone, l’eau, la circulation des tramways. Les différentes délégations sont logées en ville ou dans le village voisin de Zirndorf. Les journalistes, issus d’une vingtaine de pays, sont rassemblés dans la demeure de l’industriel Faber.
Parmi les journalistes sont présents :
- Joseph Kessel, pour France-Soir
- Pierre Scize, pour Le Figaro
- Markus Wolf, pour la radio allemande de la zone soviétique
- Gregor von Rezzori, pour la radio allemande Nordwestdeutscher Rundfunk (zone britannique)
- Jacques Sernas, pour Combat
- André Galland, pour Le Parisien libéré
- Sacha Simon, pour L'Est républicain
- André Chassaignon
- Rebecca West
- William L. Shirer
- Richard Llewellyn
- Alexandre Vialatte
- Walter Cronkite
- Gitta Sereny
- Tullia Zevi
- le photographe Evgeni Khaldei,
- le caricaturiste Boris Efimov,
- Erika Mann, seule femme correspondante de guerre

Le cœur de Nuremberg est désormais le palais de justice, où des commerces s’installent. La nuit, le Grand Hôtel est le lieu de rassemblement de tout ce microcosme et de ses visiteurs, où l’on danse et où l’on va au théâtre.

## Composition de la Cour

### Juges
Chaque puissance représentée dans les accords de Londres nomme un juge et un juge suppléant :
- Pour les États-Unis : Francis Biddle, John Parker suppléant ;
- Pour la France : professeur Henri Donnedieu de Vabres, Robert Falco suppléant ;
- Pour le Royaume-Uni : Geoffrey Lawrence, Normann Birkett suppléant ;
- Pour l’URSS : major général Iona T. Nikitchenko, lieutenant-colonel A. F. Volchov suppléant.

Si les Soviétiques sont les seuls à revendiquer des titres militaires, Lawrence, en tant que représentant au Royaume-Uni de la justice du Roi, est le deuxième personnage du royaume. Falco a représenté la France lors des négociations qui ont abouti au statut, mais il est écarté du rôle du juge titulaire par de Gaulle, qui préfère Donnedieu de Vabres. En effet, si Falco a enseigné le droit pénal, il a passé la guerre en France, en continuant à publier et enseigner sous le régime de Vichy. Les Soviétiques se sont, qui plus est, opposés à sa nomination, en raison d'une potentielle proximité avec certains accusés,.

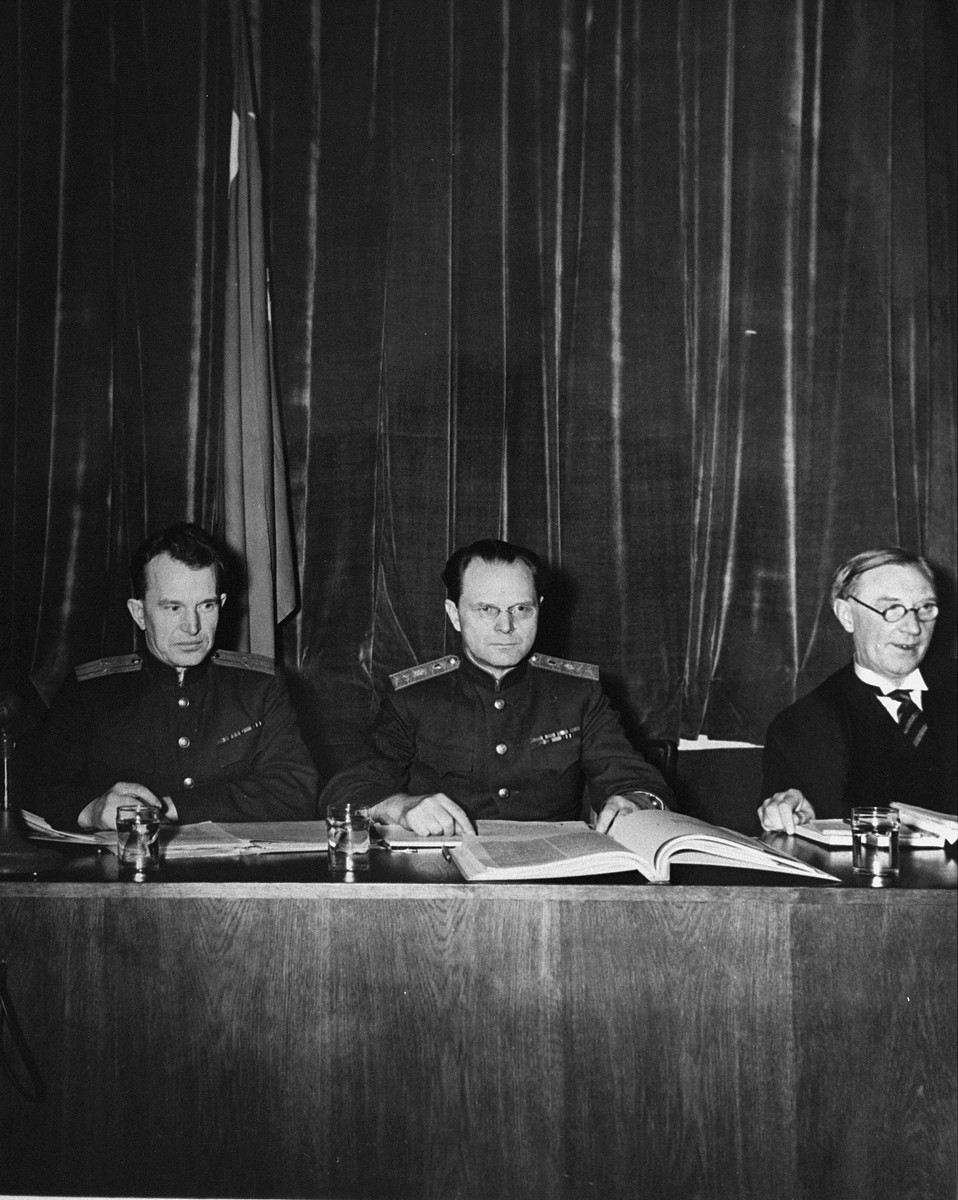
Volchkov, Nikitchenko et Birkett.
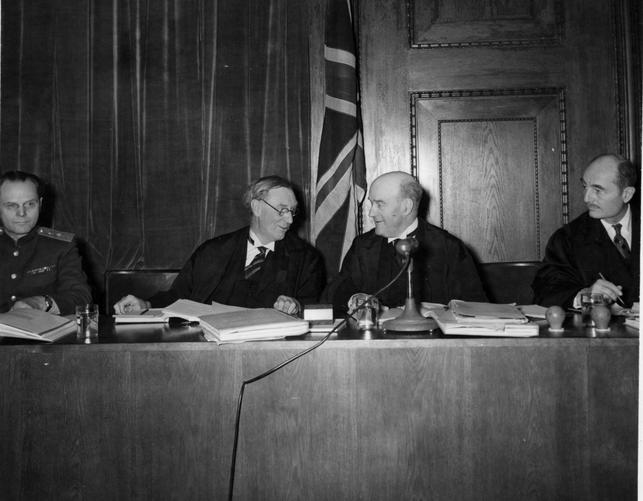
Nikitchenko, Birkett, Lawrence et Biddle.
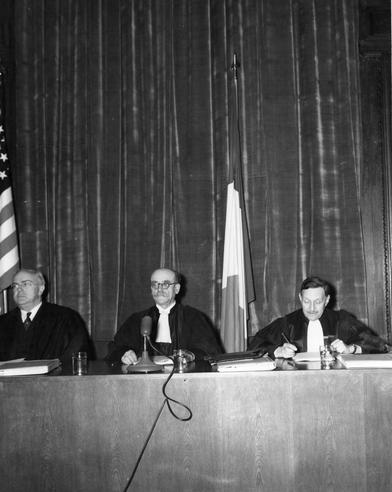
Parker, Donnedieu de Vabres et Falco.

### Ministère public

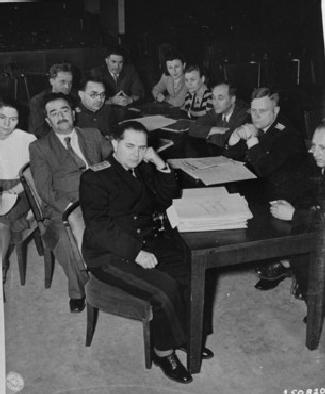
Équipe soviétique.

Chaque procureur est entouré d’une équipe de procureurs adjoints et d’avocats généraux ou de substituts pour les aider dans leur tâche :
- Les États-Unis sont représentés par Robert Jackson et une équipe de trente-deux personnes, dont Bernard B. Fall, Francis Yockey, Adrian S. Fisher et David Marcus.
- La France a choisi comme procureur François de Menthon, nommé par le général de Gaulle. Mais en 1946, de Gaulle se retire du gouvernement. Menthon, alors ancien ministre de la Justice, quitte Nuremberg et se voit remplacé par Auguste Champetier de Ribes, qui meurt en 1947. Dans l’équipe de dix personnes qui les assistent, on compte Edgar Faure, Charles Dubost, Delphin Debenest, Joë Nordmann et Serge Fuster, futur Casamayor. Léon Poliakov sert d'expert à l'équipe.
- Le Royaume-Uni est représenté par Sir Hartley Shawcross, qui a remplacé Maxwell Fyfe aux négociations de Londres lors de la victoire des travaillistes. Shawcross, par son statut d’attorney general, doit siéger au gouvernement. Maxwell Fyfe reste donc à Nuremberg afin de représenter le Royaume-Uni durant les absences de Shawcross. Il est épaulé par une équipe de sept personnes.
- L’URSS envoie une équipe de neuf personnes, pour seconder les procureurs Roman Roudenko, général, acteur secondaire du procès des seize, et Y. V. Pokrovsky, colonel[39].

Si, dans le ministère public, seuls quatre pays ont des représentants, chacun d’entre eux parle aussi pour d’autres nations, qui ont également adhéré aux accords de Londres. L’URSS parle ainsi pour les pays libérés de l’Est, et notamment les pays slaves : la Pologne, la Tchécoslovaquie, la Serbie, la Slovénie, la Biélorussie et l’Ukraine. La France parle pour les pays libérés de l’Ouest : Belgique, Pays-Bas, Norvège, Luxembourg. En tout, dix-sept pays sont ainsi indirectement représentés.

## Déroulement

### Procédure
Le procès est mené en suivant la procédure des pays de Common law, c'est-à-dire qu'elle est accusatoire ; il se déroule comme suit :
- lecture de l'intégralité de l'acte d'accusation ;
- chaque accusé doit déclarer s'il plaide coupable ou non coupable ;
- l'accusation expose son point de vue ;
- le tribunal demande à l'accusation et à la défense quels sont leurs moyens de preuve ;
- les témoins de l'accusation sont interrogés, puis ceux de la défense ;
- les juges peuvent poser n'importe quelle question à tout moment ;
- accusation et défense peuvent interroger librement témoins et accusés ;
- la défense expose ses moyens avant l'accusation ;
- les accusés peuvent faire une déclaration ;
- le tribunal prononce le jugement et statue sur la culpabilité et la peine de chaque accusé[41].

### Première séance

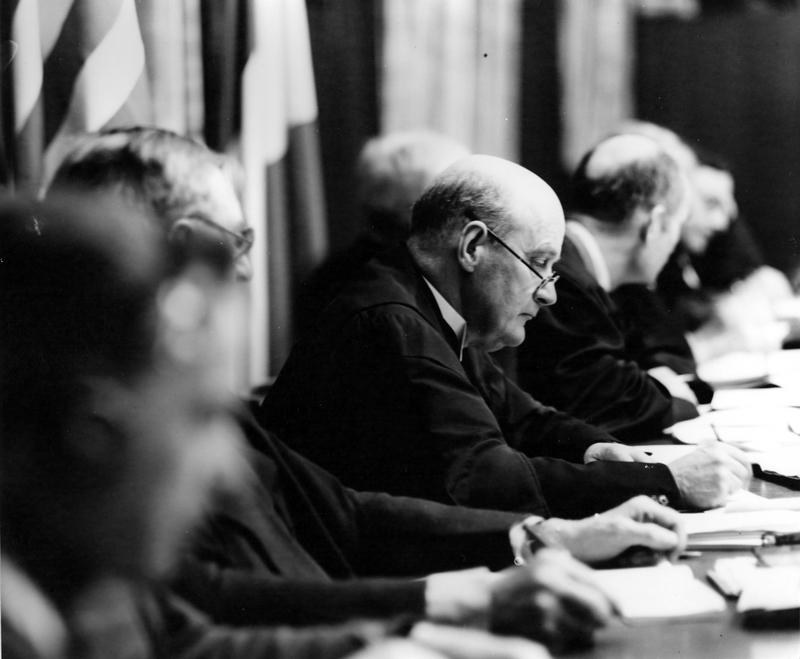
Justice Lawrence président.

Le 18 octobre 1945, le tribunal tient sa séance inaugurale à Berlin, comme prévu par l’article 22 du statut. Elle est présidée par le juge soviétique, le général Nikitchenko.
Durant cette séance, l’acte d’accusation est remis au tribunal et aux inculpés. Ceux-ci reçoivent également copie du statut du tribunal et les documents y afférents. Enfin, la présidence du procès est confiée au juge britannique, Geoffrey Lawrence, qui sera anobli et deviendra Lord Oaksey après le procès.
Le procès de Nuremberg s’ouvre réellement le 20 novembre 1945. La lecture de l’acte d’accusation est faite dès la première séance et dure cinq heures. Quatre cent une autres audiences publiques vont suivre.

### Avocats et accusés
Des 24 accusés présents sur l’acte d’accusation, il n’en reste plus que 21 : Gustav Krupp a été retiré de la liste pour raison de santé, Martin Bormann est introuvable et Robert Ley s’est suicidé avant l’ouverture du procès, le 25 octobre 1945.

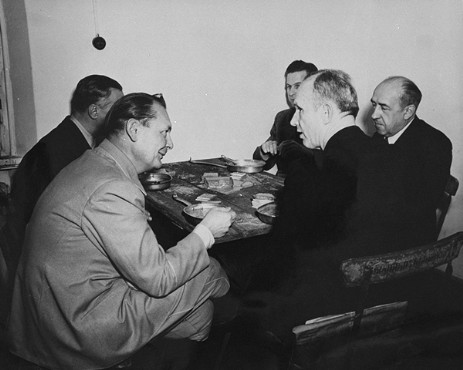
Dans le sens inverse des aiguilles d’une montre, Göring (en costume clair), Dönitz (de dos), Funk, Schirach (partiellement masqué) et Rosenberg (masqué) déjeunant à Nuremberg.

Avant le procès, la plupart des inculpés sont détenus à l’Hôtel Palace à Mondorf-les-Bains (aussi connu sous le nom d'Ashcan), au Luxembourg, où ils sont soumis à des interrogatoires et bénéficient des soins pratiqués par un médecin allemand.
Les inculpés sont dans des états divers. Göring, obèse et morphinomane, subit une cure de désintoxication et suit un régime. Il apparaît donc au procès dans une forme correcte et en possession de ses moyens intellectuels. Hans Frank a été touché par la foi catholique durant sa détention. Ribbentrop, d’après son avocat, ne dort que grâce à des doses massives de bromure. Un psychologue de l'armée américaine, le capitaine Gustave M. Gilbert, maintient un contact journalier avec chacun d’entre eux, afin de prévenir un nouveau suicide. Les détenus sont soumis à une surveillance constante : le commandant de la prison, le colonel Burton C. Andrus (en), veut s’assurer qu’aucun n’attente à ses jours sous sa responsabilité. Les accusés ne peuvent communiquer entre eux qu’au moment des repas ; ils peuvent en revanche communiquer par lettre avec l’extérieur. Ils ont pu choisir leurs avocats selon une liste qui ne comporte qu’une seule restriction : pas de nazi ; les organisations ont, quant à elles, des avocats commis d’office.

### Audiences

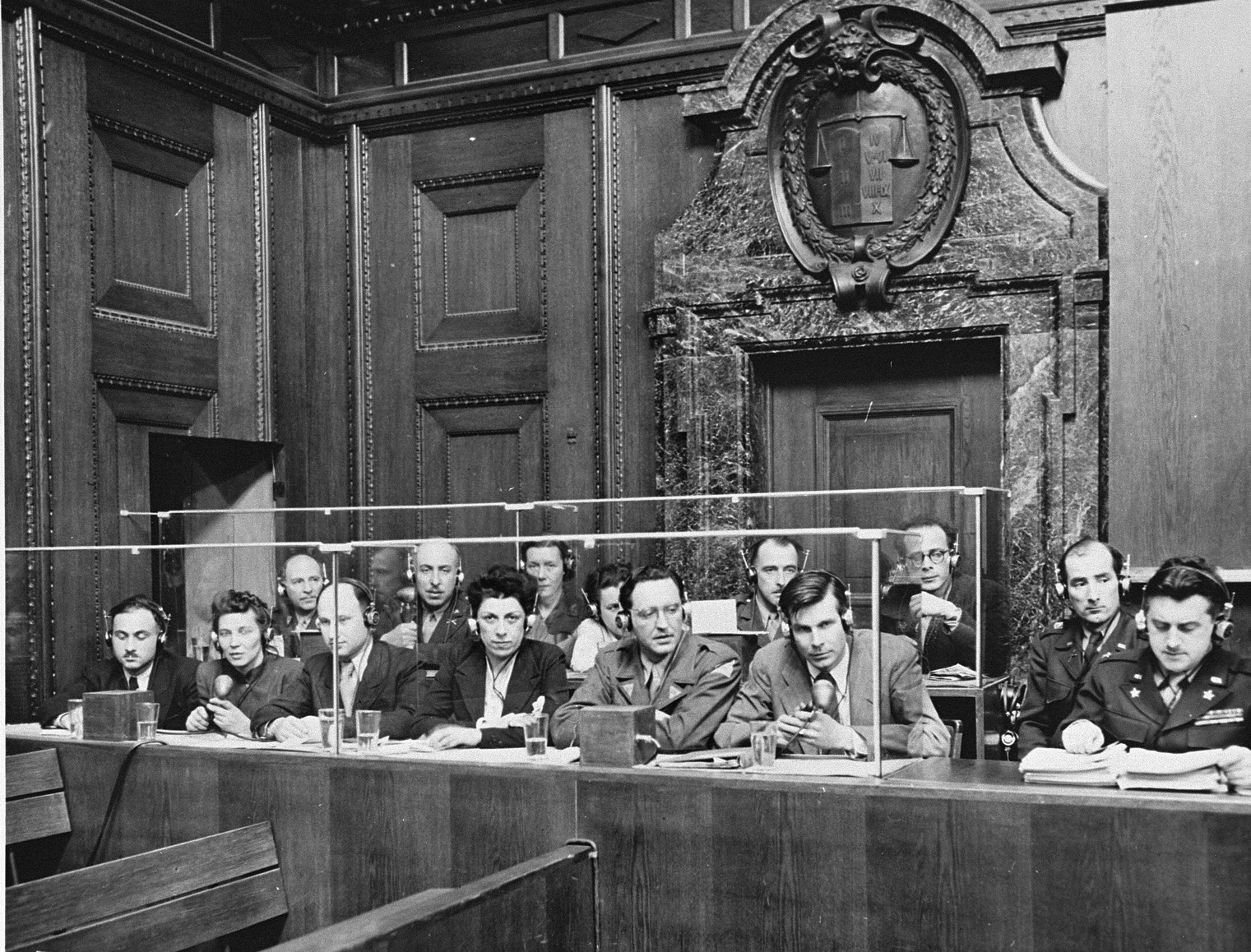
Le box des interprètes.

Le procès s’appuie essentiellement sur des preuves écrites, en grande partie issues des archives officielles du IIIe Reich. Si en raison de la procédure anglo-saxonne, qui privilégie l’instruction durant le procès, le public peut s’attendre à des événements spectaculaires, les témoins, interrogés au préalable, n’apportent généralement rien de nouveau lors de leur passage à la barre.
Avocats et procureurs s'appuient surtout sur des textes qu'ils lisent lentement afin que la traduction simultanée puisse fonctionner. C'est une innovation pour l'époque, et elle permet à chaque participant d’entendre les débats dans sa langue : anglais, français, allemand, et russe. Cette lecture prend deux fois plus de temps que la normale ; un dispositif de voyants devant les orateurs leur permet de savoir si les traducteurs désirent qu’ils ralentissent ou arrêtent leur lecture.
Parmi les traducteurs sont présents Jeanlouis Cornuz, Mikhaïl Voslenski et Wolfgang Hildesheimer, ainsi que quelques anciens Ritchie boys.

#### Preuves écrites

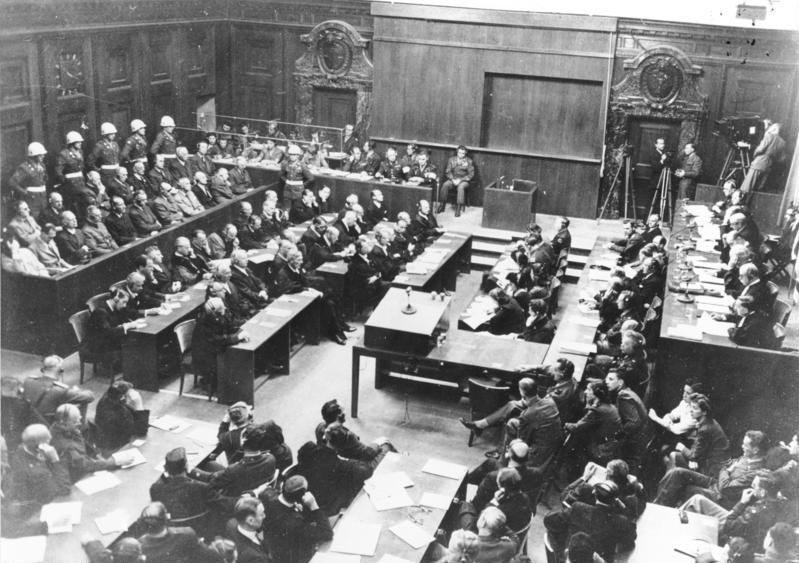
La salle du tribunal, de gauche à droite : les accusés, leurs avocats, les greffiers, le ministère public et enfin la Cour.

Elles ont été découvertes, pour la plupart, par les Américains durant leur avancée. Mais certaines pièces ont suivi des voies différentes, comme le journal d'Hans Frank, remis directement par son auteur à ses gardiens. Le versement de toutes ces pièces, soit des milliers de documents, au dossier du procès va également révéler des secrets diplomatiques et militaires. Les documents sont photocopiés par les documentalistes, puis rendus à la puissance à laquelle ils appartiennent ; une des copies sera considérée comme l’original au procès.

#### Témoignages
En dix mois, 94 témoins sont entendus : 61 pour l’accusation, 33 pour la défense, dont Percy Ernst Schramm, futur historien allemand. La plus grande partie d'entre eux n'est interrogée que pour confirmer les éléments cités dans les documents produits. C'est notamment le cas pour Anton Kaindl, dernier commandant du camp de Sachsenhausen, entendu à trois reprises en juin et juillet 1946. Au bout de quatre mois de procès, le premier accusé prend enfin la parole, en tant que témoin de son propre procès : c’est Göring, qui dépose pendant huit jours. Ce témoignage des accusés découle aussi d'une particularité du droit anglo-saxon.

### Accusation

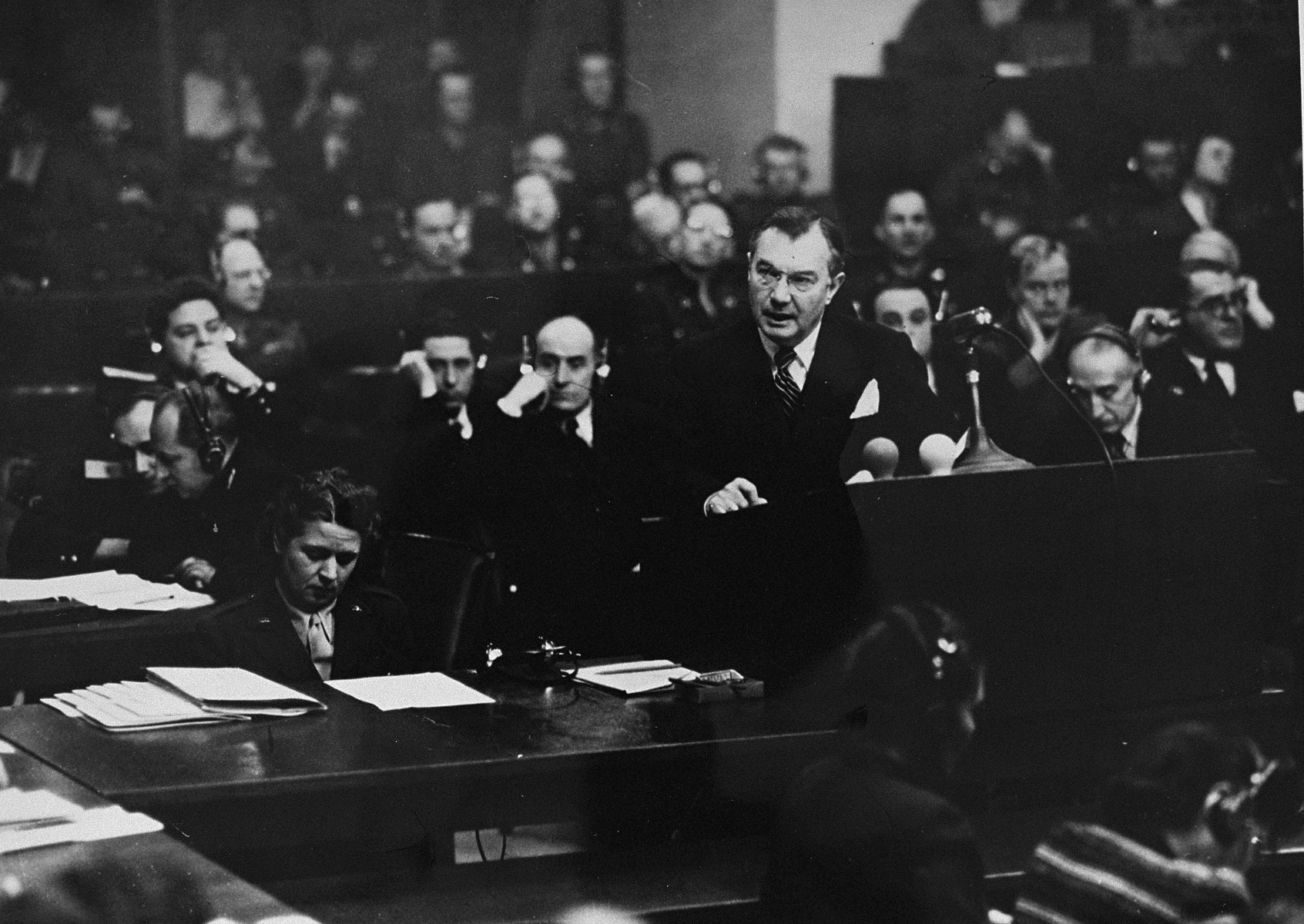
Robert Jackson s'adressant à la cour.

Le 21 novembre 1945, les accusés doivent décider s’ils plaident coupable ou non. Le juge Lawrence interroge les accusés un à un ; sous diverses formes, ils répondent tous la même chose : « nicht schuldig » (non coupable). Plus précisément, Hermann Göring, qui sera le premier à devoir répondre au juge Lawrence, utilisera la formule « Im Sinne der Anklage, nicht schuldig » (Au sens de l’accusation, non coupable). La formule complète sera reprise par plusieurs accusés, à l'exception du fébrile Rudolf Hess qui répondra laconiquement « Nein ».
Puis le réquisitoire est fait par le procureur Jackson. Les accusés ne sont pas autorisés à faire d'autres déclarations à ce moment du procès.

#### Réquisitoire
Celui-ci reprend les grandes lignes des crimes imputés aux accusés : avant-guerre, la prise du pouvoir, la suppression des libertés, la persécution des églises, et les crimes contre les Juifs ; pendant le conflit, le meurtre de prisonniers et d’otages, le pillage d'œuvres d'art, le travail forcé…
Jackson place la guerre d’agression, et donc les crimes contre la paix, au centre de son réquisitoire et lui oppose « la civilisation », entité supranationale, imparfaite, mais qui demande aux juges de mettre le droit au service de la paix.

#### Complot
Le colonel Frank B. Wallis, procureur adjoint américain, présente les pièces concernant le premier chef d’accusation le 22 novembre. Celles-ci doivent prouver, selon lui :
- les objectifs du parti nazi, telle la conquête d'un Lebensraum (espace vital),
- les méthodes illégales employées par le parti nazi pour atteindre ses objectifs,
- les thèmes et méthodes de la propagande nazie utilisés pour l’accession au pouvoir,
- la prise de tout le pouvoir en Allemagne, l’écrasement de l’opposition et la préparation psychologique de la population à la guerre d’agression[54].

Wallis fournit donc des pièces présentant les doctrines du parti nazi, le putsch manqué, la prise de pouvoir de Hitler, les violations du traité de Versailles, la création des camps de concentration en 1933, la nuit des Longs Couteaux, la persécution des Juifs, la reprise en main de l’éducation de la jeunesse. Pourtant, pour les juges, la définition du « complot » est trop vague. Selon le jugement, il n’y a eu complot que « s’il y a eu des plans particuliers de guerre ».
Le premier et principal document prouvant réellement le complot est le protocole Hossbach, présenté le 26 novembre. Les notes prises par Hossbach lors d’une réunion entre Hitler et ses principaux ministres et commandants en chef, en 1937, prouvent qu’un conflit avec la France et l’Angleterre était prévu, avec, dans tous les cas de figure possibles, une annexion par l’Allemagne de l’Autriche et de la Tchécoslovaquie.
Si trois des participants à la réunion sont présents sur le banc des accusés (Göring, Raeder et Neurath), les autres accusés nient avoir entendu parler de celle-ci. Les réactions que relève le psychologue Gilbert sont assez surprenantes : Fritzsche parle de « changer de position au sujet de l’acte d’accusation », et donc de plaider coupable. Seul Göring trouve l’accusation absolument hors de propos : pour lui, les États-Unis se sont emparés de la Californie et du Texas en utilisant les méthodes qu’ils condamnent aujourd’hui.

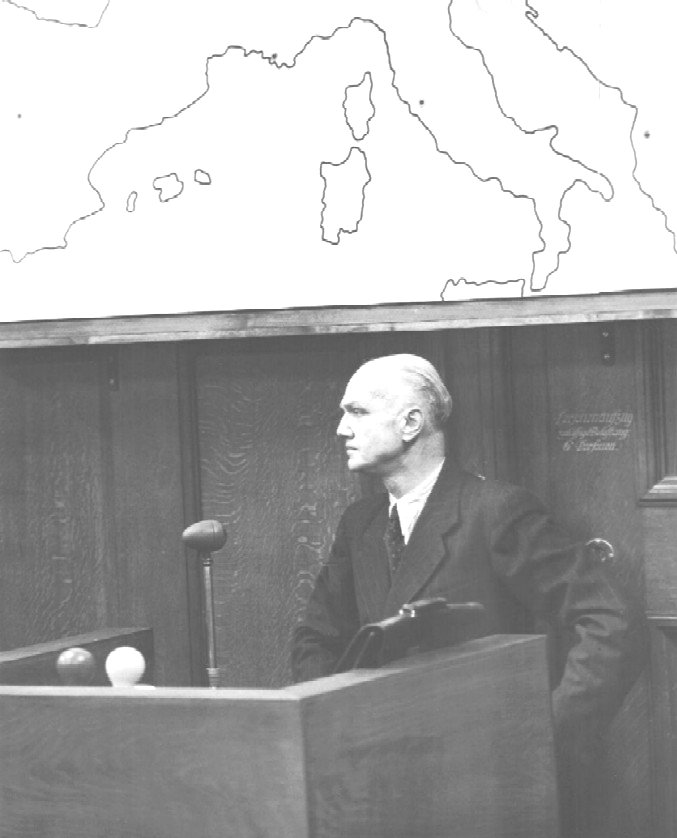
Ewin Lahousen témoignant au procès du Haut Commandement militaire.

Les préparatifs de l'invasion de la Tchécoslovaquie, de la Pologne et de l’URSS sont également examinés le même jour. Le 22 août 1939, Hitler expose à ses plus proches fidèles pourquoi il faut écraser la Pologne. Le premier témoin de l’accusation, le général Erwin Lahousen, adjoint de l’amiral Wilhelm Canaris à l’Abwehr, raconte comment son organisation a reçu mission de fournir des équipements et papiers polonais à des soldats chargés d’attaquer la station de radio de Gleiwitz, casus belli utilisé par Hitler pour lancer l’offensive contre la Pologne. Le mémorandum du 2 mai 1941 concernant l’URSS, saisi dans les archives de l’OKW, explique que la poursuite de la guerre dépend des réserves de nourriture que les Allemands pourront soustraire à la Russie durant « la troisième année de guerre ». Ce mémorandum précise que, si les Allemands arrivent à leurs fins, il en « résultera la famine et la mort de millions de gens ». Même l’entrée en guerre du Japon fit l’objet d’une conférence entre Hitler et l’ambassadeur du Japon, le 4 avril 1941, en présence de Ribbentrop.

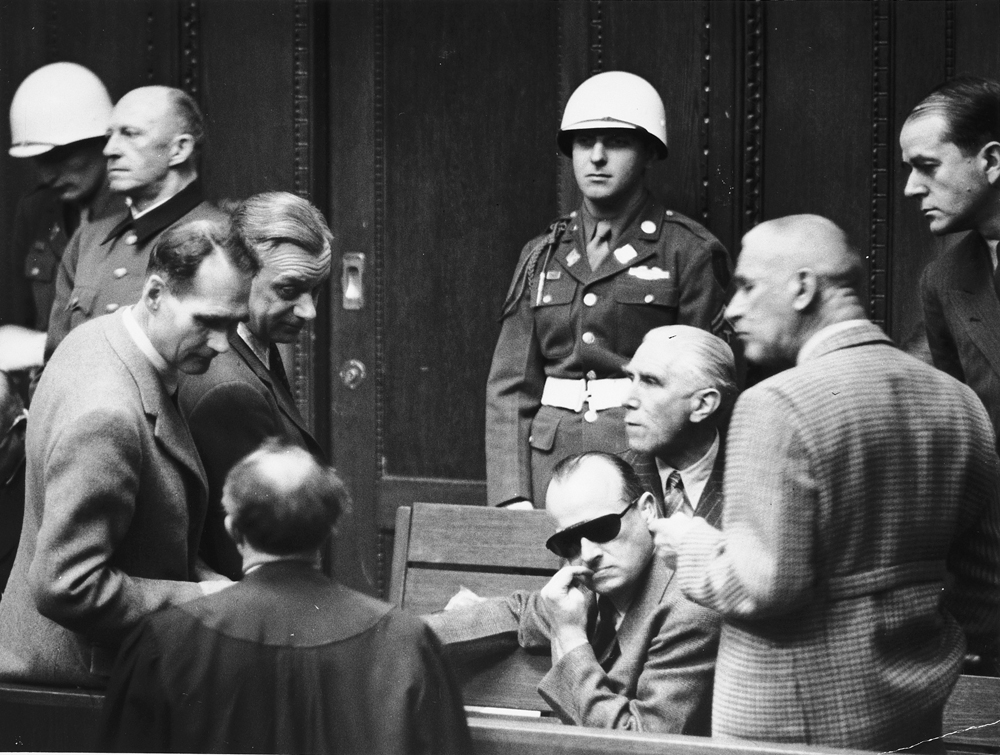
Les accusés discutant entre deux audiences. De gauche à droite, Jodl (en arrière-plan), Hess, Rosenberg, Frank (avec lunettes noires), Papen, Frick et Speer.

Revenant en arrière le 29 novembre, l’accusation américaine, conduite par M. Alderman, reprend les évènements ayant conduit à l’Anschluss. Les pressions de Hitler et des nazis autrichiens sur le président autrichien, Wilhelm Miklas, et son chancelier, Kurt von Schuschnigg, doivent conduire à la nomination au poste de chancelier de Seyss-Inquart. Dans la salle, la présence de Schuschnigg, à peine sorti de Dachau, étonne les journalistes : l’ex-chancelier, dernier témoin direct des menaces de Hitler à son encontre, n'est pas entendu par le tribunal. En revanche, Alderman lit les retranscriptions des conversations téléphoniques de Göring avec Seyss-Inquart et Ribbentrop. Tout d’abord, il lit les menaces que Seyss-Inquart est chargé de transmettre à Miklas le 11 mars 1938, qui ne débouchent sur aucun résultat, le président, malgré son acceptation de la démission de Schuschnigg, refusant de nommer Seyss-Inquart chancelier. À 20 h, Miklas n’a toujours pas cédé ; Göring donne lui-même le pouvoir à Seyss-Inquart, ainsi que l’assurance que ses troupes marchent sur Vienne. Après l’entrée des troupes allemandes en Autriche, le 13 mars 1938, Göring appelle Ribbentrop : la lecture de l’enregistrement de leur conversation téléphonique entre Vienne et l’ambassade allemande de Londres donne une idée du triomphalisme des deux hommes. Ceux-ci éclatent de rire à l’écoute de leur ancienne conversation.
Peut-être pour casser cette hilarité inopportune, un film sur les camps de concentration, montage de documents filmés par les autorités anglaises et américaines sur l’ouverture des camps, est projeté. Des extraits de ce film ont déjà été présentés aux détenus de Bad Mondorf ; peu le voient pour la première fois. Mais pour la Cour, les avocats et le reste de l’assistance, c’est une découverte. Un projecteur est orienté sur le banc des accusés : la lumière atténuée permet de bien voir les visages pendant que le reste de la salle est plongée dans le noir pour la projection ; cet éclairage n’empêche pas les inculpés de voir le documentaire. À la fin du film, les accusés, qui se sont agités de différentes façons durant la projection, sont apparemment profondément choqués. Hess est incrédule, Göring a perdu son aplomb, Frank s’effondre en sanglots. Streicher et Fritzsche se disputent : Fritzsche, qui n’avait pas vu le film, ne croit pas comme Streicher que les massacres n’aient eu lieu qu’à la fin de la guerre.

#### Crimes contre la paix

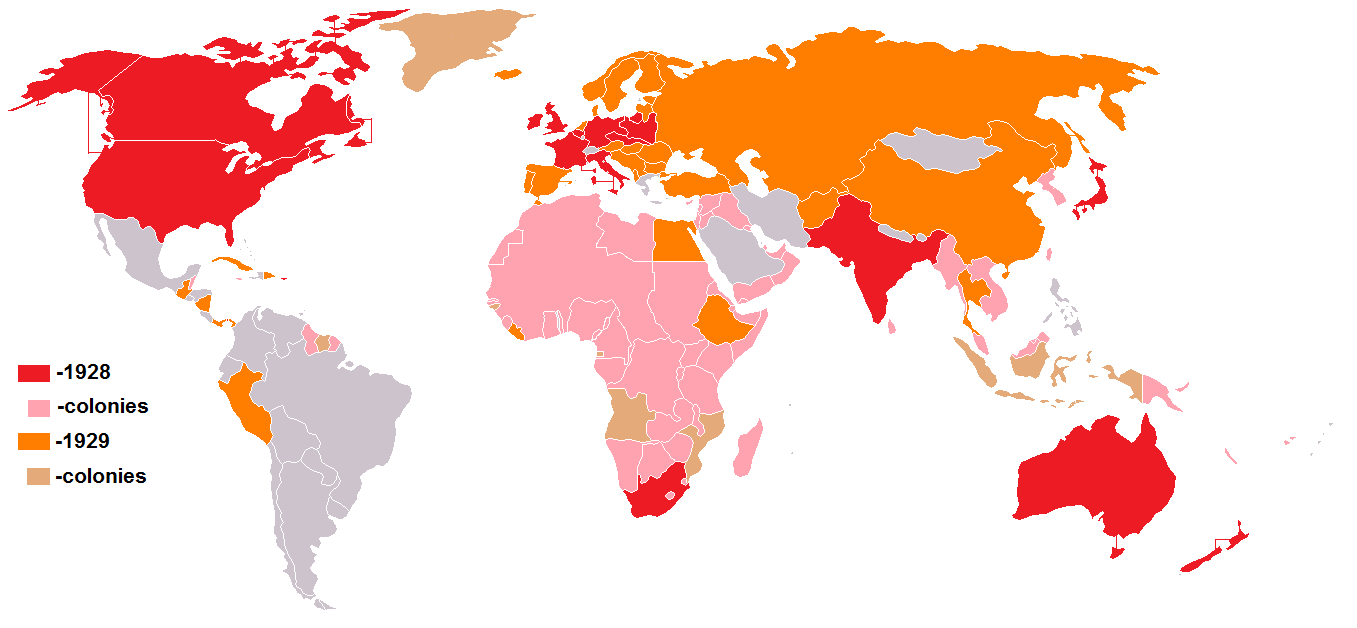
Pays signataires du pacte Briand-Kellogg.

Lord Shawcross présente les pièces du second chef d'accusation, et tente de démontrer, après Jackson, que le droit n’est plus du côté du plus fort. Selon lui, ce procès ne repose pas sur des principes nouveaux. Dans son réquisitoire, il affirme que si déclencher la guerre est un crime, les individus à la base de cette décision sont responsables des actes qui s’ensuivent. Il contre les principales critiques du procès, à savoir qu'il s'agit d'une justice des vainqueurs et une juridiction rétroactive. Pour lui, la juridiction du procès, créée par la charte et le statut, l’a été en fonction de données préexistantes du droit international. Shawcross examine ensuite divers traités qui ont tenté d’opposer l’arbitrage des nations à la guerre.
Il retient pour son argumentation les textes de la 6e conférence panaméricaine de 1928, et celui du pacte Briand-Kellogg. Lors de la conférence, une résolution affirme : « La guerre d’agression constitue un crime contre l’espèce humaine […] toute agression est illicite et comme telle déclarée interdite ». Le pacte est un traité général de renonciation à la guerre, signé en 1929 par plus de soixante nations, dont l'Allemagne. Shawcross démontre ensuite qu'Hitler, dès son arrivée au pouvoir, ne respecte aucun des engagements internationaux pris par l’Allemagne, pour arriver à déclencher la guerre. Le procureur évoque également les invasions de la Norvège, du Luxembourg, de la Belgique, des Pays-Bas et de la France.

#### Crimes de guerre et crimes contre l’humanité
L’accusation française détaille ces crimes pour l’Europe occidentale ; l’accusation russe fait de même pour l’Europe orientale. Crimes de guerre et crimes contre l’humanité ne sont pas séparés dans les réquisitoires.
Si la majorité des crimes reprochés est prévue par la convention de Genève, un crime particulier, évoqué pour la première fois, y a été ajouté : le « Serment de fidélité et germanisation des territoires occupés ». Tous les accusés ne sont pas inculpés de crimes de guerre : Papen, Schacht, Schirach et Streicher y échappent.

##### Europe occidentale
Le 17 janvier 1946, François de Menthon prend la parole pour l’accusation française. Il veut mettre en relation les crimes organisés, et la doctrine qui les a fait naître : le racisme. Il évoque les déportations dans le cadre du Service du travail obligatoire, le pillage économique, les crimes contre les personnes, rattachés selon lui à une politique d’extermination. Ses chiffres, surestimés, mentionnent la déportation de 250 000 Français, dont 35 000 survivants. Enfin, les crimes contre les prisonniers de guerre, les résistants et les villes martyres terminent son réquisitoire, après lequel il quitte Nuremberg.
Ses adjoints, dont Edgar Faure en tête, énumèrent ensuite, pendant une semaine, pillages et spoliations, dans lesquels Göring occupe une place toute particulière.
- Les crimes contre les personnes

Ceux-ci sont exposés le 24 janvier par Charles Dubost, qui présente les témoignages concernant les exécutions, recueillis par le Service des crimes de guerre, dépendant du ministère français de la Justice.

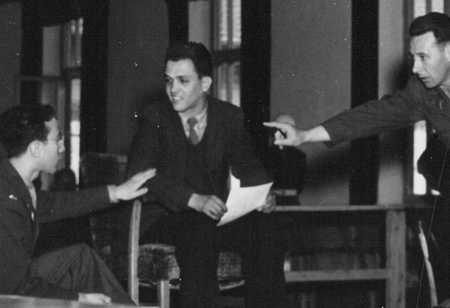
Le photographe Francesc Boix, témoignant au tribunal militaire de Dachau.

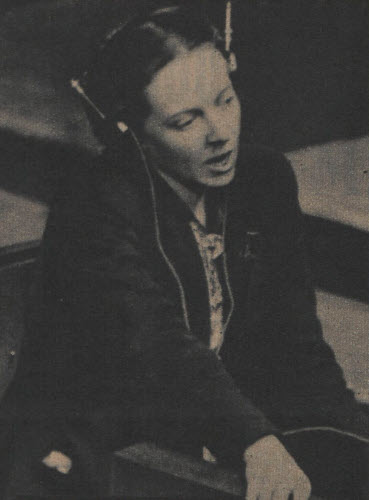
Marie-Claude Vaillant-Couturier témoignant lors du procès de Nuremberg.

Il fait citer des témoins issus de la déportation : Maurice Lampe et Francesc Boix de Mauthausen, Marie-Claude Vaillant-Couturier d’Auschwitz-Birkenau. Celle-ci, en plus de son expérience de résistante et de déportée, apporte un témoignage direct sur l’élimination des Juifs, et des tsiganes dans les chambres à gaz. Dubost l'interroge également sur son transfert à Ravensbrück. Le président Lawrence demandant quel est l’intérêt de parler d’un autre camp de concentration, Dubost différencie Auschwitz, camp d'extermination, et Ravensbrück, camp de travail. À Ravensbrück, les internées travaillaient jusqu’à ce que mort s’ensuive ; à Auschwitz, elles étaient simplement exterminées. Mais le rôle d’Auschwitz dans l’éradication des Juifs n’apparaît pas alors dans le procès ; aucun Juif survivant ne sera d’ailleurs entendu. Hans Marx, remplaçant de l’avocat des SS, Babel, alors absent, s’étonne d’abord de la bonne santé dont jouit apparemment le témoin après avoir traversé tant d’épreuves. Il tente ensuite de contester les chiffres concernant le massacre des Juifs de Hongrie. D’après le témoin, 700 000 d’entre eux ont été déportés à Auschwitz, alors que la Gestapo n’en recense que 350 000. Paradoxalement, un des accusés, Fritzsche, paraît se réjouir « du spectacle qu'offrait un avocat de la défense aidant l'accusation » et estime que la réplique de Vaillant-Couturier « Je ne discuterai pas avec la Gestapo » est « la bonne réponse et une réponse adroite ».
D’autres déportés, de camps différents (Buchenwald, Rava-Rouska, Dora) sont appelés à la barre. Le président Lawrence, lassé de ces répétitions, demande à Dubost de faire porter ces témoignages sur des aspects différents. Dubost explique qu’il a tenté de prouver que tous les camps étaient soumis au même régime, et qu’ainsi le même procédé appliqué implique la culpabilité des accusés. Mais cette argumentation, sortant de ce que Faure appelle « la mécanique intellectuelle des juristes anglo-saxons », n’est pas prise en compte : pour le président, la preuve que tous les camps étaient les mêmes n’a pas à être apportée.
- La germanisation

La germanisation est définie par Edgar Faure devant le tribunal comme « l’imposition, aux habitants des territoires occupés, des normes de la vie sociale et politique, telle que les nazis les ont définies selon leur doctrine et pour leur avantage ». Faure présente deux documents relatifs à la germanisation des territoires occupés de l’Ouest : l’annexion du Luxembourg et de la Norvège au Reich, l’incorporation de l’Alsace-Lorraine, et la création d’un état autonome breton sont mentionnées. Emil Reuter, président de la chambre des députés du Luxembourg, est ainsi entendu sur la germanisation de son pays ; Léon van der Essen, professeur à l’université de Louvain décrit le même procédé en Belgique, ainsi que les massacres dans les Ardennes lors de la contre-offensive de décembre 1944.
- Nuit et brouillard

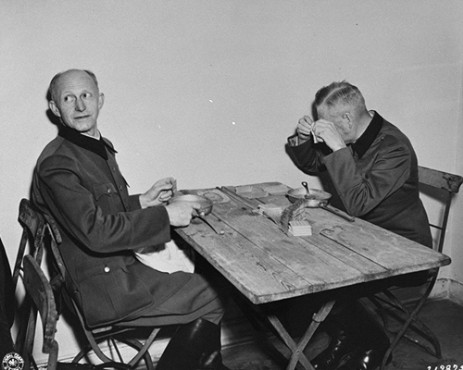
Jodl et Keitel déjeunant pendant leur détention.

Constant Quatre, substitut du procureur, termine l’exposé de l’accusation française, en mettant en cause Keitel et Jodl. Les représailles collectives, exercées par l’armée allemande dans tous les pays occupés, ont notamment été organisées par le décret « Nuit et brouillard » (Nacht und Nebel), signé par Keitel le 7 décembre 1941, ce durcissement de la répression devant permettre de réduire l'importance des troupes d'occupation à l'Ouest,. Hors du tribunal, lors d'un entretien avec le psychologue Gustave Gilbert, Keitel affirme regretter la mise en place de Nacht und Nebel, mais se plaint surtout qu’on lui reproche un système voulu par Himmler ; plus généralement Keitel estime, qu'en réalité, il n’avait aucune fonction de commandement. Quatre se concentre ensuite sur Jodl, qu'il estime responsable de nombreux massacres, dont en France ceux de Maillé, Saint-Dié-des-Vosges, Vassieux-en-Vercors et Oradour-sur-Glane.

##### Europe orientale
Le procureur soviétique Roudenko prend la parole le 8 février 1946, pour demander justice au nom de tous les morts du peuple slave, victime d’« extermination de masse ». Il parle notamment des prisonniers soviétiques, victimes de graves sévices : sur 5 millions de prisonniers, 3 millions sont morts de famine, ont été victimes du froid ou ont été fusillés… Si au camp de concentration de Sachsenhausen, où sont déportés de nombreux prisonniers de guerre soviétiques, les exécutions n’atteignent pas le niveau de ceux des camps d’extermination, « le but et la méthode sont les mêmes ».
Erwin Lahousen, l’adjoint de Canaris, avait déjà évoqué dans son témoignage la décision de l’extermination sélective des prisonniers de guerre soviétiques. La décision, prise à une conférence en juillet 1941, était d’une part de l’exécution de tous les commissaires politiques soviétiques, d’autre part l’exécution de tout bolchevique convaincu. Lahousen avait également mentionné l’action des Einsatzkommando (Einsatzgruppen), chargés du tri des prisonniers. Mais le premier témoin appelé par l’accusation russe le 11 février est une surprise pour tous : il s'agit de Friedrich Paulus.
Le vaincu de Stalingrad, l’auteur en août 1944 d’un appel au peuple allemand contre Hitler, vient témoigner contre Göring, Keitel et Jodl. Il implique ceux-ci dans les projets de guerre d’agression. La réaction des accusés entraîne une suspension de séance : Göring hurle en plein tribunal, demandant à Paulus de rendre des comptes. Auprès de Gilbert, Keitel et Dönitz récriminent contre Paulus. D’après eux, sa prise de position contre Hitler est une hypocrisie, et l’appel qu’il a lancé a causé nombre de défections, coûtant la vie à de nombreux civils.
Jusqu'au 13 février, l’accusation soviétique parle des violations du droit de la guerre envers les prisonniers, par la voix du colonel Pokrovsky ; elle passe ensuite au massacre de Katyń.
- Massacre de Katyń

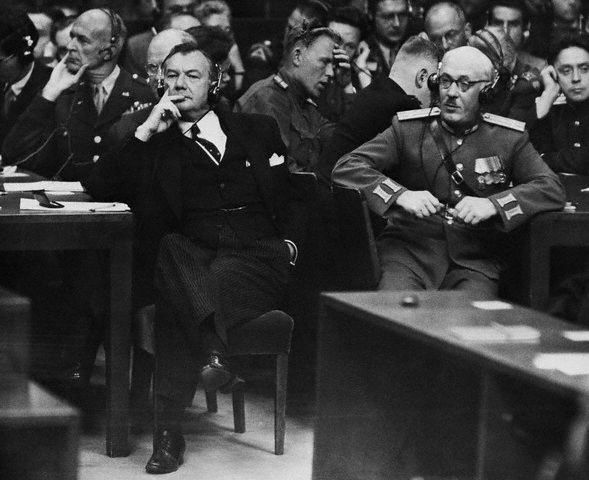
Le procureur Jackson et le procureur adjoint Pokrovsky.

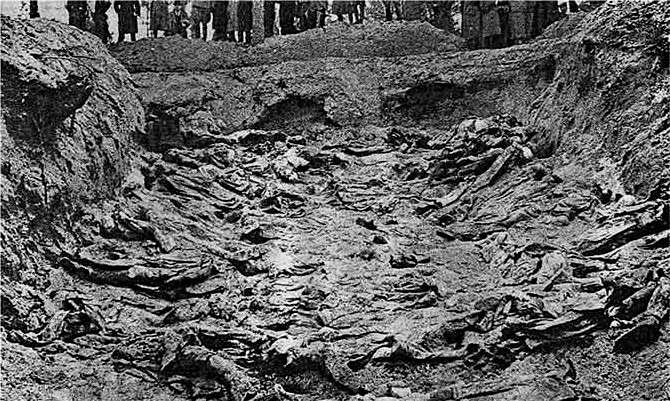
Découverte du charnier de Katyn, dans un premier temps attribué à tort aux nazis, alors qu'il a été l'œuvre des Soviétiques de 1939 à 1941, période où ils étaient les alliés du Reich dans le partage de la Pologne. Après débat, le massacre n'a pu être retenu à charge contre les nazis. Il faut attendre la dislocation de l'URSS au début des années 1990 pour une reconnaissance officielle de la responsabilité soviétique.

Bien que Churchill et Roosevelt aient été avertis en 1943 et 1944 que le massacre de Katyn avait été commis par les Soviétiques,, il est repris dans l’acte d’accusation à la suite d'une exigence des représentants de l'URSS. L’acte d’accusation fait donc mention des « 11 000 officiers polonais prisonniers de guerre […] tués dans la forêt de Katyn près de Smolensk ». Deux commissions d’enquête, l’une internationale demandée par les Allemands début 1943, l’autre soviétique fin 1943, avaient abouti à des conclusions contraires : pour la première, les crimes remontent à 1940 et ont été perpétrés par les Soviétiques, pour la seconde, les assassinats ont été commis en 1941, par les Allemands.
Pour Pokrovsky, seules les conclusions de la commission soviétique doivent être retenues et la culpabilité allemande est établie.
Lors de l'audience du 8 mars 1946, l'avocat de Göring, Stahmer, réfute l'accusation et demande d'entendre le témoignage d'officiers du 537e bataillon de pionniers accusés d’avoir commis le massacre, et d'un membre de la commission d’enquête internationale mise en place par les Allemands, François Naville, professeur de médecine légale à Genève. Cette demande suscite la colère de Roudenko et Pokrovsky qui menacent clairement de retarder les débats, pendant des journées entières et est suivie par un long débat procédural et par des semaines de négociations entre la défense, le secrétariat du président du tribunal et le parquet soviétique.
Le tribunal finit par trancher en décidant d'entendre trois témoins pour la défense et trois pour l'accusation ; les débats sur Katyn reprennent le 1er juillet 1946, avec l'audition, comme témoin de la défense, du colonel Friedrich Ahrens, qui commandait le régiment mis en cause par la commission soviétique, suivi par deux autres officiers. Lors de son contre-interrogatoire par le colonel Smirnov, Ahrens maintient sa version, sans se contredire ni se laisser intimider. Pour l'accusation comparaissent ensuite l'un des experts de la commission d'enquête soviétique, le professeur Prosorovsk, le maire de Smolensk pendant l'occupation, le professeur Bazilevski, et l'un des membres de la commission internationale mise en place par les Allemands, le professeur bulgare Markov, capturé par les Russes. Sans surprise, les versions des témoins de la défense et de l'accusation confortent la thèse de la partie qui les a fait citer.
Après deux jours de débats qui se clôturent par une dernière passe d'armes entre l'avocat de la défense et le procureur soviétique, l'examen du massacre de Katyn se termine sans réelle conclusion. « La culpabilité des Soviétiques n'est pas établie, celle des Allemands non plus. Pourtant, Katyn disparaît simplement du jugement, ce qui constitue en quelque sorte l'aveu tacite de la culpabilité soviétique ».

##### En mer

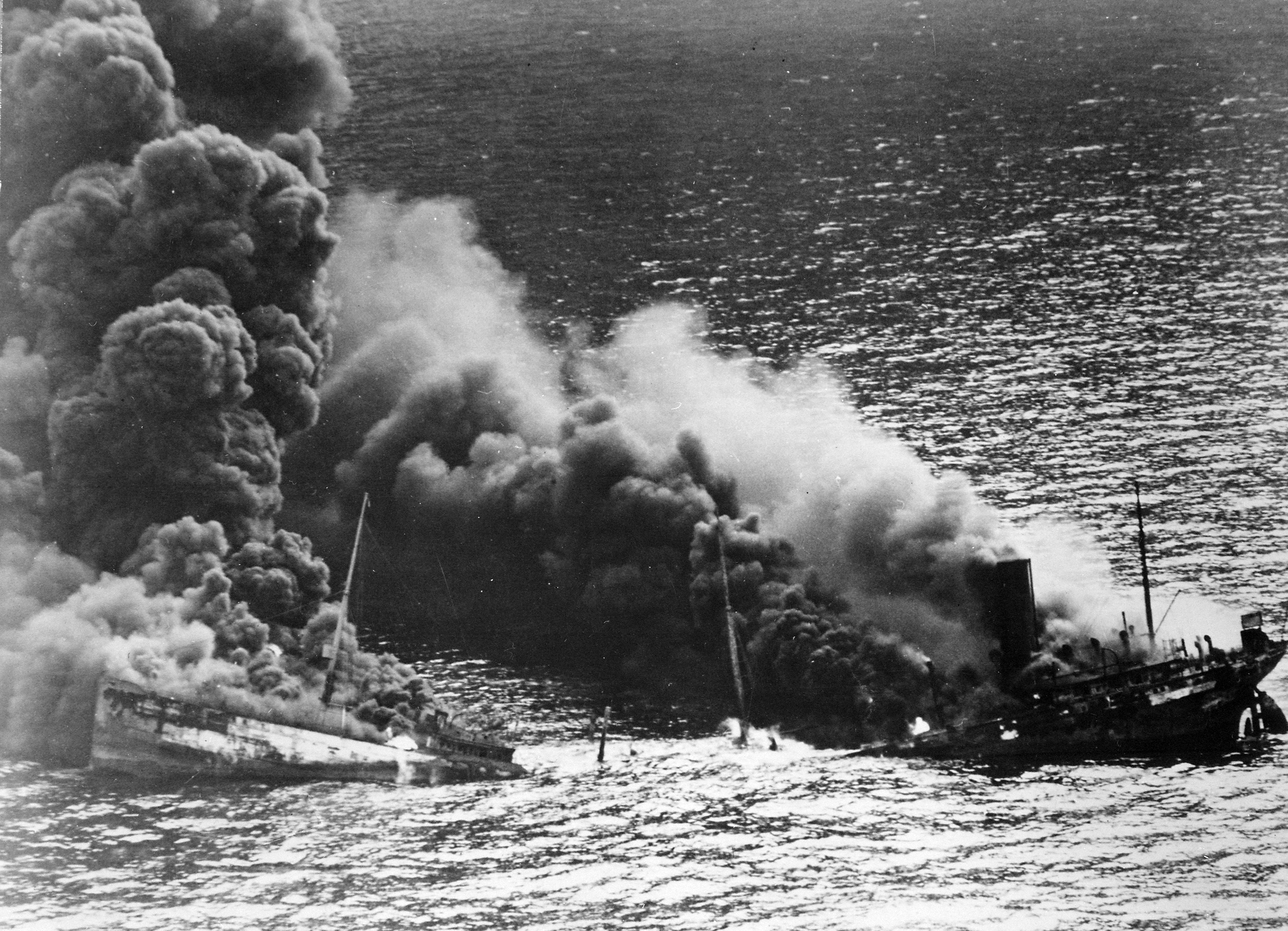
Pétrolier allié torpillé dans l'Atlantique.

Deux amiraux sont sur le banc des accusés : Raeder et Dönitz. Ils ont pour avocat Otto Kranzbühler, grand spécialiste du droit maritime. Ce sont des militaires, comme Jodl et Keitel, mais ils bénéficient d’une plus grande sympathie que ces derniers de la part de leurs équivalents alliés. Le premier fut commandant en chef de la Kriegsmarine jusqu’en 1943 ; le second, avant de lui succéder, fut le grand ordonnateur de la guerre sous-marine allemande.
Les amiraux sont accusés d’avoir fait couler des navires marchands alliés ou neutres, et d’avoir donné l’ordre de ne pas en secourir les survivants, voire de les achever. Ces incriminations, qui sont présentées par l’accusation britannique, sont cependant nuancées par les faits, comme le sauvetage de l'équipage du Laconia. Kranzbühler veut démontrer que les ordres donnés par ses clients sont identiques à ceux de leurs homologues alliés, utilisant l'adage tu quoque, interdit par les statuts du tribunal. Il demande, pour étayer sa démonstration, de faire témoigner Chester Nimitz, grand amiral de la Flotte des États-Unis. Le procureur Maxwell Fyfe s’y oppose : l’avocat ne peut démontrer que les Alliés ont commis les mêmes crimes que ses clients, car le statut du tribunal l’interdit. Kranzbühler réplique qu’il ne s’agit pas de cela, mais de montrer que l’interprétation du droit international fut la même pour tous les belligérants ; il ne peut donc y avoir crime, d’un côté comme de l’autre. Après de longues arguties juridiques, le juge américain Biddle accepte la requête. Le 2 juillet, les questions et les réponses de l’interrogatoire de Nimitz sont lues à la cour. Nimitz confirme point par point qu’il a donné les mêmes ordres (lors de la campagne sous-marine alliée dans le Pacifique) que ceux reprochés à Dönitz et Raeder. De plus, 67 commandants de sous-marins en détention signent une pétition contestant l'accusation d'avoir abattu les naufragés et la font parvenir à Nuremberg.
Ce chef d'accusation ne conduit finalement qu'à une condamnation, sur ce point, de Dönitz à dix ans de prison.

#### Génocide des Juifs
Si les crimes perpétrés contre les Juifs sont présentés dès le réquisitoire de Jackson, et inclus dans les crimes contre l'humanité, aucun des procureurs en particulier ne sera chargé de leur présentation. La qualification juridique du génocide ne s'est faite qu'après coup. Ce néologisme formé en 1944 par le professeur de droit international de l’université Yale Raphael Lemkin pour qualifier les pratiques de l'État nazi, sera certes utilisé pendant le procès, mais ne figure pas dans le jugement. Chacun à leur tour, les procureurs américains, français, russes prendront la parole afin de présenter ces crimes.
Les crimes contre l'humanité et la Shoah sont abordés pour la première fois le 29 novembre 1945, lors de la projection d'un documentaire reprenant les images tournées lors de la libération des camps de concentration et d'extermination par les troupes alliées. Ce film fait forte impression sur toutes les personnes présentes, y compris sur les accusés.

« Crispés, égarés, incrédules ou rompus, dix visages, et derrière ceux-là, dix autres encore, fantastiques rangées émergeant des ténèbres, se tendaient comme magnétisés vers le mur du fond. […] Alors Göring, vice-roi du IIIe Reich, serra ses mâchoires livides à les rompre. Le commandant en chef Keitel […] se couvrit les yeux d'une main tremblante. Un rictus de peur abjecte déforma les traits de Streicher […] Ribbentrop humecta de sa langue ses lèvres desséchées. Une sombre rougeur couvrit les joues de Papen […] Frank, qui avait décimé la Pologne, s'effondra en sanglots. »

— Joseph Kessel.

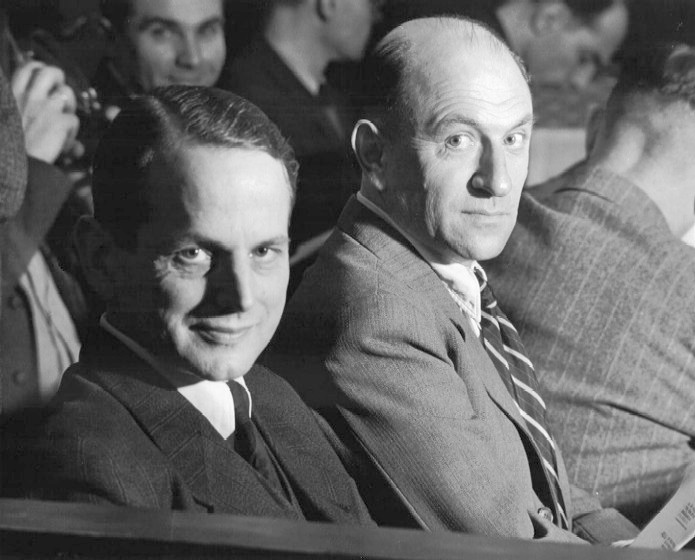
Ohlendorf et Jost au procès des Einsatzgruppen à Nuremberg.

Le 3 janvier 1946, l’accusation américaine fait paraître deux témoins : Otto Ohlendorf et Dieter Wisliceny. Ohlendorf, ancien chef de l’Einsatzgruppe D, va expliquer les activités des Einsatzgruppen, détachements de la Sipo, sur le front de l'Est. Leurs subdivisions, les Einsatzkommandos, étaient affectées aux unités de chaque armée et chargées de l’élimination des Juifs et des commissaires politiques soviétiques. Sur ces éliminations, Himmler avait déclaré aux chefs d’Einsatzkommando et d’Einsatzgruppe que leur responsabilité ne serait pas engagée, et que le Führer et lui-même subiraient seuls les conséquences de ces actes. Ohlendorf éclaire également le tribunal sur les liens étroits entre ces groupes et l’armée régulière, concernant notamment la XIe armée auprès de laquelle son groupe était détaché. Interrogé sur le nombre de ses victimes, Ohlendorf estime que l’Einsatzgruppe D a fait, entre juin 1941 et juin 1942, 90 000 victimes, femmes et enfants compris. Si tous les Juifs au départ étaient fusillés, on ne fusilla bientôt plus que les hommes, éliminant femmes et enfants dans les fourgons à gaz.
Dieter Wisliceny, membre du SD depuis 1934 et proche d’Adolf Eichmann, explique comment ce dernier s’est occupé de la « question juive » pour le RSHA : émigration, concentration, extermination. Le témoin raconte comment Eichmann, sous les ordres directs de Himmler et de Hitler, faisait disparaître les Juifs. D’après les estimations à la fois d’Eichmann et de Wisliceny, quatre à cinq millions de Juifs ont été exterminés grâce au travail d’organisation d’Eichmann. Celui-ci, alors introuvable et supposé mort, acquiert dès lors une renommée importante, alors qu’il était presque inconnu avant le procès. Eichmann, détenu sous une fausse identité par les Américains, s’évade après avoir pris connaissance de son implication dans le procès. Il sera enlevé en 1960 en Argentine par le Mossad pour être jugé en Israël.

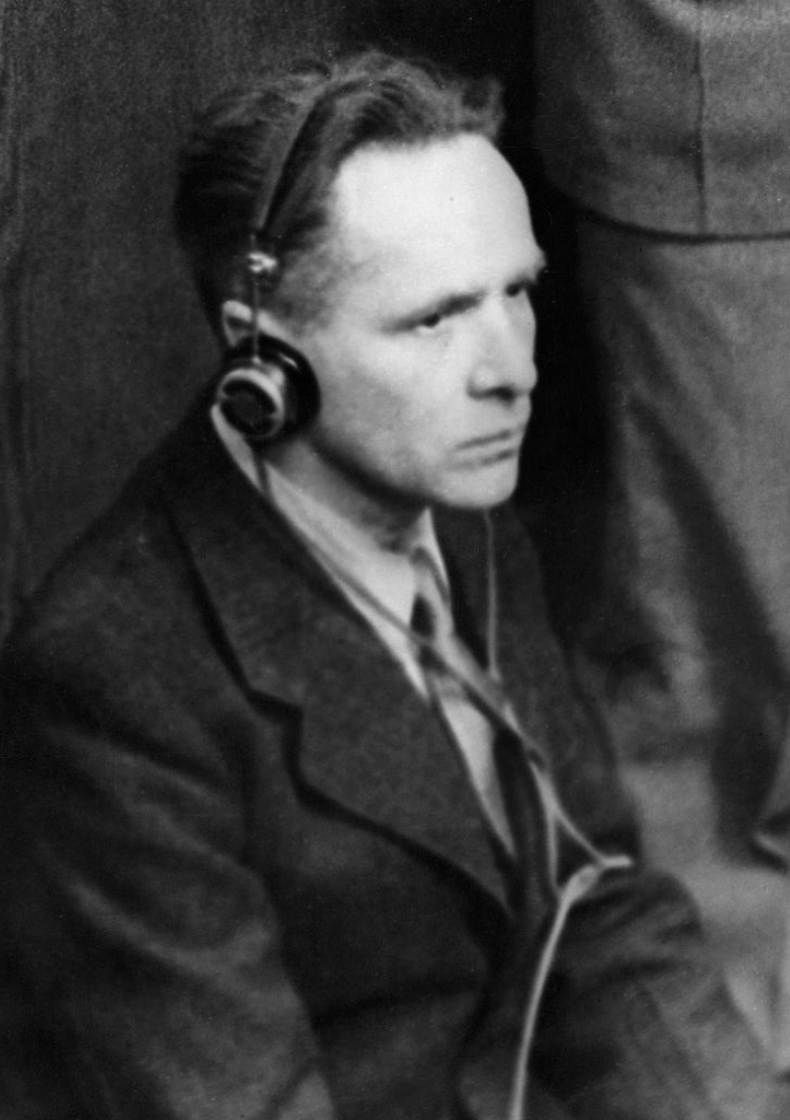
Rudolf Höss témoignant à charge lors du procès de Nüremberg.

Ces deux témoignages accablants sont suivis et complétés par celui de Rudolf Höss, premier commandant du camp de concentration et d'extermination d’Auschwitz. Il dépose devant le tribunal le matin du 15 avril 1946, après avoir fait deux déclarations à Minden, les 14 mars et 5 avril. Il est en fait appelé par la défense, précisément Me Kauffmann, l’avocat de Kaltenbrunner, qui veut dissocier son client de la solution finale. Höss explique alors comment Himmler lui transmit les ordres du Führer, qui étaient que la SS devait éradiquer le peuple juif, et qu’Auschwitz était l’endroit le plus propice pour ce faire. Mais Höss ne fait pas de différence entre le camp de concentration d’Auschwitz, existant depuis 1940, et le camp d’extermination de Birkenau construit à partir de 1941 ; il ne fait pas de distinction dans son témoignage entre les camps créés avant et après la guerre.

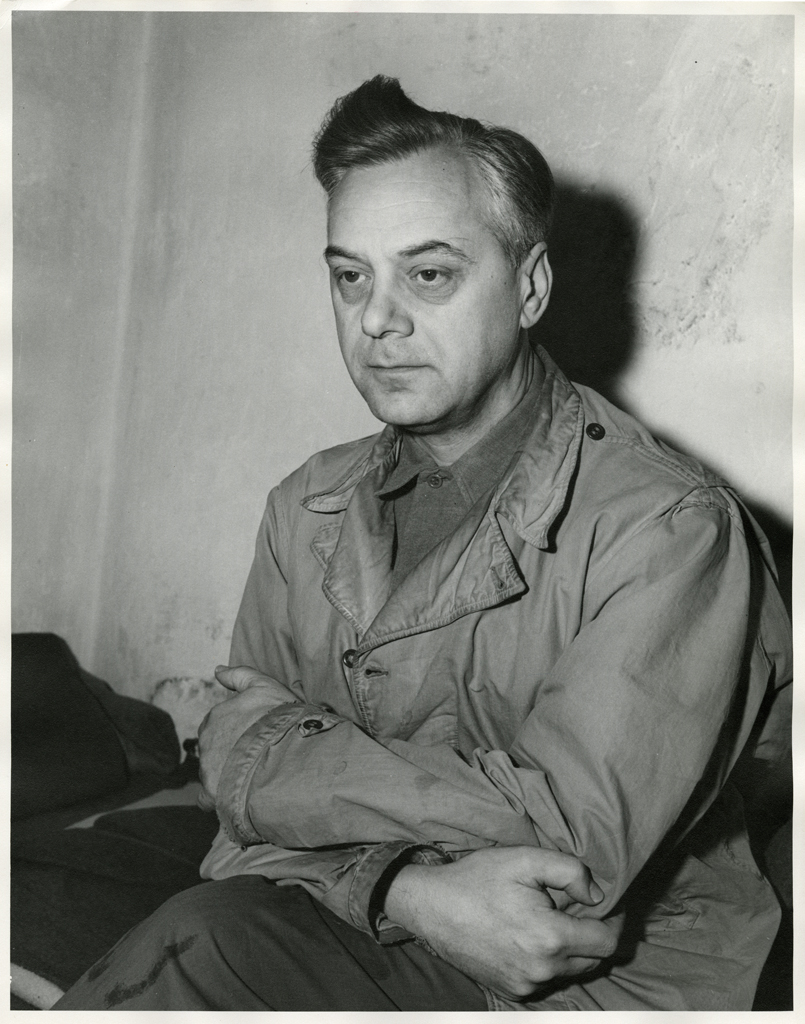
Alfred Rosenberg dans sa cellule.

Durant sa déposition, Höss va expliquer la construction de Birkenau, les méthodes de gazage par le zyklon B, et estime à 2 500 000 personnes mises à mort dans les chambres à gaz du complexe. Il met en cause Himmler et Eichmann, qui savaient tous deux ce qui se passait à Auschwitz et qui l’avaient visité, tout en écartant l’idée que Kaltenbrunner ait reçu des ordres lui demandant de tuer les internés de Dachau et de deux autres camps à la bombe ou au poison.
Durant le déjeuner qui suit, Dönitz et Göring dénoncent le fait qu’Höss ne soit pas un Prussien, comme eux, mais un Allemand du Sud ; un Prussien n’aurait jamais commis ces actes. Frank confie à Gilbert que c’est « le moment honteux de tout le procès. […] C’est là quelque chose dont on parlera dans mille ans ». Rosenberg, qui doit déposer l’après-midi, déclare qu’il aurait du mal à défendre sa philosophie après ce témoignage.

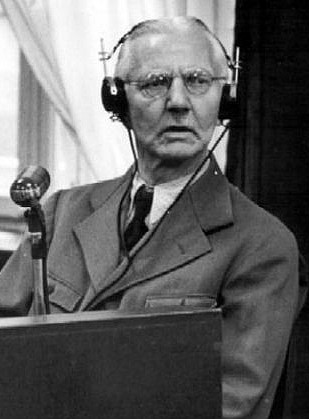
Schacht témoignant.

Les réactions des accusés auprès de Gilbert sont sans équivoques : Schacht déclare qu’il n’aurait jamais pu faire, comme Ohlendorf, assassiner 90 000 personnes, qu’il aurait résisté. Ribbentrop reconnaît que « notre culpabilité comme Allemands dans les atrocités et les persécutions des Juifs est si énorme qu’on en reste muet : il n’existe aucun moyen de défense, aucune explication ». Göring, quant à lui, évoque le Führerstaat, l’état dirigé par un seul chef, auquel chacun obéissait aveuglément ; il affirme qu’aucun d’entre eux ne peut être tenu pour responsable de ce que Hitler, Himmler, Bormann, Goebbels et Heydrich ont mis en place.
Lorsqu’Edgar Faure présente les crimes contre l’humanité dans l’Europe occidentale, il bénéficie de l’aide apportée par le Centre de documentation juive contemporaine ; Léon Poliakov, qui y travaille, a ainsi rassemblé « une manne de documents inédits » concernant la persécution des Juifs de France. Ainsi, Faure, dans sa présentation, va montrer que tous les organismes du IIIe Reich ont participé à ces crimes. Mieux, il démontre qu'« il existe, dans tout service étatique hiérarchisé, un circuit continu de l’autorité, qui est en même temps un circuit continu de la responsabilité ». Le raisonnement de Faure réduit à néant l'argumentation de ceux qui, comme Göring, voudraient que le Führerstaat les ait dédouanés de toute responsabilité personnelle. Faure explique que le pouvoir, par son action législative, et la police, par son action exécutrice, ont contribué à séparer les Juifs du reste des populations, afin de les éliminer ensuite après avoir préparé psychologiquement les populations aux persécutions et à leur justesse. Il citera notamment un télégramme d’un futur inculpé, Klaus Barbie, sur la déportation des enfants d'Izieu. Son exposé se fonde uniquement sur les documents allemands : il n’appellera à la barre aucune victime.
Faure va mettre en cause, dans sa présentation, l’État français, et recenser dans sa présentation les lois antijuives créées et appliquées par le régime de Vichy. Il évoque notamment la création du Commissariat général aux questions juives, ainsi que la demande de Pierre Laval, alors président du conseil, de faire déporter les enfants juifs de moins de 16 ans. La majorité des Juifs de France sera déportée à Auschwitz, déjà décrit par Marie-Claude Vaillant Couturier. Mais le rôle d’Auschwitz dans le génocide ne sera mis en évidence que lors du témoignage de Rudolf Höss.

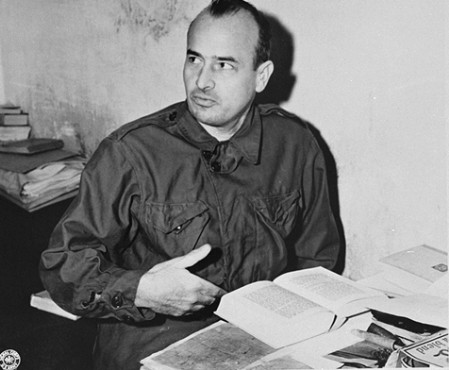
Hans Frank durant sa détention.

Les ghettos de l’Est, leur organisation, leur évacuation, et l’élimination de leurs populations à Chełmno, Belzec, Treblinka, Sobibor et d’autres, sont le dernier aspect du génocide présenté au procès. L’évacuation en deux temps (300 000 en juillet 1942, les 60 000 restants en avril 1943) de celui de Varsovie, notamment, est le sujet d’une série de documents qui sont présentés au tribunal. Après la première évacuation, le « quartier juif » a été transformé en camp de travail pour les Juifs restants ; deux petites organisations de défense vont transformer la deuxième évacuation en véritable bataille, que le général Stroop, responsable de l’opération, présentera comme un succès complet dans son rapport, complété d’une série de photographies. Ce rapport est l’un des piliers de la présentation de la liquidation des ghettos ; l’autre est le journal intime de Frank, remis volontairement par l’accusé et déposé à Nuremberg. Ce journal accable le prévenu, qui avoue le 18 avril que « mille années passeront et cette faute de l’Allemagne ne sera toujours pas effacée… ».
À l’exception de Frank, tous les autres accusés se déclarent ignorants des persécutions. Ils déplorent les exactions, mais il s’agissait pour eux d’une politique d’émigration, et non d’extermination. Le Dr Thoma, avocat de Rosenberg, essaya même de défendre le point de vue doctrinal de son client, ignorant selon lui de l’extermination : le rendre responsable des persécutions serait « rendre Rousseau et Mirabeau responsables des atrocités commises plus tard par la Révolution française ».

#### Organisations
Malgré les articles 9 et 10 de l'accord de Londres, la mise en accusation des organisations pose encore deux problèmes. Premièrement, ces organisations sont fort hétérogènes : aucune ne ressemble aux autres, ni par la taille, ni par le fonctionnement, et elles ont peu ou pas de lien entre elles, ce qui implique que leurs cas doivent être examinés séparément. Deuxièmement, le tribunal se refuse à prononcer des condamnations impliquant une responsabilité collective, quelle qu’elle soit.
Pour sortir de l'impasse, les 28 février et 1er mars 1946, les juges demandent à entendre le point de vue de l’accusation et de la défense sur ces articles. Les juges décident de permettre à la défense de rechercher ses témoins dans les camps de prisonniers, et demandent à une commission d’examiner les témoignages recueillis. Cette commission est bientôt submergée par les réponses : 136 213 attestations en faveur des SS, 38 000 signées par 155 000 personnes en faveur des chefs politiques et 22 000 pour les autres groupes.
- Le corps des chefs politiques du parti nazi

Le Dr Robert Servatius, avocat de Sauckel, est aussi l’avocat des responsables du parti nazi ; il prend la parole le 30 juillet. Insistant sur l’organisation pyramidale du parti et ses disparités régionales, il fait appel à des témoins représentatifs de chaque niveau de pouvoir, afin de mettre en évidence la répartition de la responsabilité en fonction de la place dans la hiérarchie. Le 22 août, dans sa plaidoirie, il essaie de démontrer que la plupart des accusations ne constituent pas des crimes de guerre et ne relèvent donc pas de la compétence du tribunal. Comme les autres avocats le feront ensuite, il remet en cause la validité d’une condamnation pour « affiliation ». Si l’accusation a estimé à 600 000 le nombre de responsables du parti, Servatius, sans exonérer les principaux dirigeants de leur responsabilité, met en doute la responsabilité de la totalité des personnes poursuivies par l'accusation.
- La SS

Le Dr. Pelckmann, avocat de la SS, doit faire face à une tâche quasiment insurmontable. Il fait appel à un témoin qui a été désigné par Himmler pour enquêter sur une affaire de corruption au sein d’un camp de concentration, le juriste Morgen. Morgen, qui a visité au cours de son enquête, en 1942, plusieurs camps de concentration, affirme lors de son témoignage que ces camps étaient bien tenus, comportaient pelouses et fleurs, que l’alimentation des détenus était satisfaisante et qu'y étaient organisées des concours sportifs, séances de cinéma et music-hall, des bibliothèques… Morgen déclare également qu’ayant appris l’existence d’un autre genre de camp près de Lublin, il s’y rendra et s’entretiendra avec son commandant, Christian Wirth. D'après le témoin, celui-ci, ainsi que tous ceux qui commandent en 1942 les premiers camps d'extermination, comme Chelmno et Sobibor, ne sont pas membres de la SS, mais proviennent du programme d’euthanasie des années 1940-1941, et font partie de la chancellerie du Reich, ce qui est inexact.
- La Gestapo

L’avocat Merkel a une tâche tout aussi difficile que Pelckmann. Le seul résultat de son travail est de démontrer que de nombreux membres de la Gestapo ne sont que des employés de bureau, et qu’il serait injuste de les assimiler au reste de l’organisation.
- La SA

Les Dr Georg Böhm et Martin Löffer ont beaucoup moins de difficultés que leurs prédécesseurs : Hitler ayant dépossédé la SA de toute influence lors de la nuit des Longs Couteaux, ils n’ont plus qu’à démontrer, qu'après 1934, aucun membre de la SA n’a de responsabilité autre que dans des associations sportives et paramilitaires.
- L’armée

L'état-major général et le haut commandement des forces armées allemandes sont défendues par le même avocat : le Dr Hans Latersner. Celui-ci axe sa démonstration sur les actes de résistance de l’armée allemande au pouvoir hitlérien, notamment l’attentat du 20 juillet 1944. Il évoque les conjurés, notamment l’amiral Canaris, et appelle à la barre trois maréchaux écartés par le pouvoir : Walther von Brauchitsch, commandant en chef de l’armée de 1938 à 1941, Gerd von Rundstedt, et Erich von Manstein. Manstein affirme ignorer les atrocités commises par l’armée en Russie, ainsi que l’extermination des Juifs par les SS, mais son témoignage contredit celui d'Otto Ohlendorf. Quant au sort des Juifs, Telford Taylor produit un document signé de la main du maréchal, qui appelle ses soldats à l’extermination du système judéo-bolchevique et à la punition des Juifs. Aussi son témoignage perd-il l'essentiel de sa crédibilité.

### Défense et attitude des accusés
Les avocats des accusés ont deux axes possibles pour défendre leurs clients. Tout d’abord, procédure anglo-saxonne oblige, ils peuvent faire déposer leurs clients sous serment. Mais ils peuvent également présenter des documents au tribunal. Là, celui-ci met certaines conditions à l’acceptation des pièces présentées.
Tout d’abord, toutes les pièces sont examinées à huis clos par le tribunal ; le président choisit celles qu’il admet et celles qu’il n’admet pas. De plus, certains sujets ne doivent pas être abordés dans l’enceinte : ni la remise en cause du traité de Versailles, ni l’entrée en guerre de l’URSS ne sont évoqués. Est taboue également la comparaison avec les Alliés (le tu quoque) : les avocats n’ont pas le droit de montrer que les vainqueurs ont pu commettre certaines actions criminelles semblables à celles des accusés (bombardements de populations civiles notamment).

#### Hermann Göring

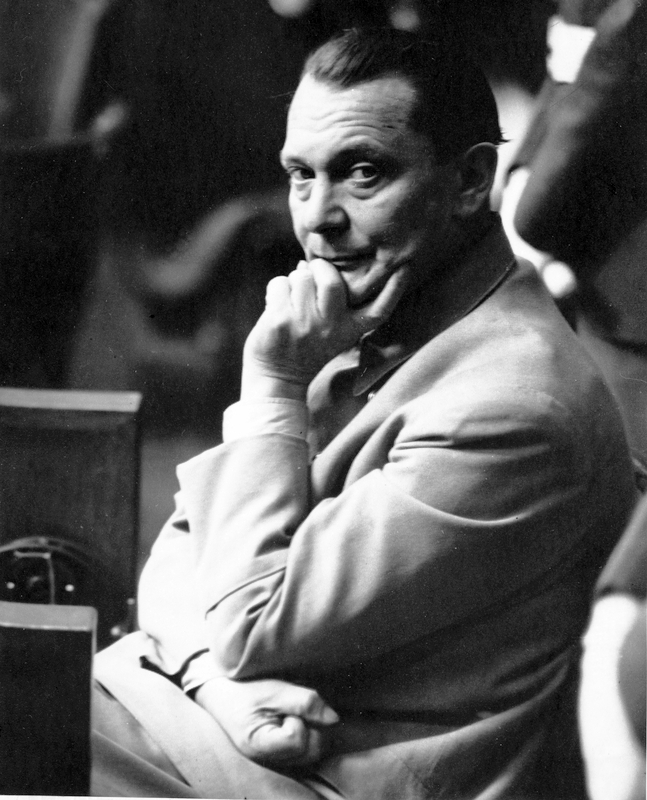
Göring durant le procès.

Appelé à la barre pour sa déposition, Göring y restera huit jours, interrogé par son avocat Otto Stahmer, puis par Jackson. Durant six heures, Göring décrivit dans un dernier discours de propagande l’histoire du national-socialisme. Il séduisit l’auditoire avec l’intelligence et le charme qu’il avait retrouvé après sa cure de désintoxication. En affrontant Robert Jackson, et surtout en remportant en partie le duel, aux yeux du public et de la presse, Göring a retrouvé une bonne partie de sa combativité.
Son avocat appellera à témoigner, en faveur de l'accusé, Rudolf Diels, ancien dirigeant de la Gestapo de 1933 à 1934, protégé de Göring durant la nuit des Longs Couteaux et la répression qui suivit l'attentat du 20 juillet 1944 contre Hitler.

#### Rudolf Hess

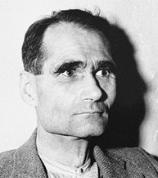
Hess en cellule.

L’avocat de Hess, Günther von Rohrscheidt, dépose une requête le 30 novembre : il pense que son client est incapable de se défendre, à cause de son amnésie. Plusieurs psychiatres, des quatre nations alliées, passent à la barre pour donner leur avis sur l’incapacité de l’accusé. Seuls les experts médicaux soviétiques affirment qu’Hess est tout à fait normal, et qu’il simule. Les autres, sans le déclarer fou, pensent qu’il ne peut se défendre normalement. Lawrence donne alors la parole à Hess : celui-ci déclare que son amnésie était une tactique, et que seule sa concentration laisse à désirer. Il sera donc déclaré apte à se défendre, et la séance est levée. Pourtant, après avoir changé d’avocat et engagé Alfred Seidl, qui défend aussi Hans Frank, il décide de ne pas se présenter à la barre, alors qu’il doit succéder à Göring comme témoin le 25 mars 1946. D’après le psychologue Gilbert, sa mémoire est réellement défaillante.

#### Albert Speer

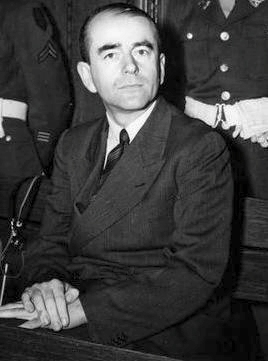
Speer durant le procès.

Après Göring, l'accusé le plus marquant du procès est sans conteste Albert Speer. Il sera le seul à faire son autocritique et obtiendra du tribunal une clémence modérée. Son interrogatoire surprit la presse et l'ensemble du tribunal : jusqu'ici, tous les accusés avaient suivi les pas de Göring sans remettre en question le régime et Hitler. Speer, lui, assuma sa responsabilité.
Les procureurs lui reprochaient d'avoir exploité la main d'œuvre pendant ses fonctions de ministre de l'armement et de la production de guerre. Quand on lui demanda s'il souhaitait limiter sa responsabilité à son domaine technique, il refusa et déclara qu'il devait assumer d'autant plus que les autres accusés se dérobaient et que le chef du gouvernement allemand s'y était soustrait devant le monde entier et le peuple allemand.

#### Contre-attaques
En ce qui concerne les crimes contre la paix, développés par Lord Shawcross, des points nébuleux avaient été laissés à l’écart : l’attitude conciliante des démocraties envers les violations des traités par Hitler, et la guerre d’agression à laquelle a participé un des Alliés : l’invasion de la Pologne par l’URSS.

##### Attitude des démocraties
Le premier « problème » sera rapidement brandi par la défense, par les avocats de Schacht et de Neurath notamment. Celui de Schacht rappelle notamment les visites amicales des Britanniques à Berlin, après l’une des violations du traité de Versailles qui avait donné lieu à des réprimandes de pures formes. Il insiste sur le fait que les violations du traité n’ont donné lieu à aucune condamnation, et que des pactes, modifiant ses dispositions fondamentales, ont été conclus entre les anciens belligérants (comme le pacte maritime avec la Grande-Bretagne). Il va jusqu’à citer Churchill : « Nous ne pouvons dire si Hitler sera l’homme qui déchaînera une nouvelle guerre mondiale, dans laquelle la civilisation sombrera irrémédiablement, ou s’il passera dans l’Histoire comme l’homme qui a rétabli l’honneur et le sens de la paix dans la grande nation allemande […] ».
De même, les Alliés de la Première Guerre mondiale ne réagirent pas à l'Anschluss, pourtant prohibée dans les traités de Versailles et de Saint-Germain-en-Laye, qui stipulaient qu'une union austro-allemande ne pouvait se faire sans l'accord de la SDN (la France s'était d'ailleurs opposée en 1931 au projet d'union douanière entre l'Allemagne et l'Autriche).
L’avocat de Neurath va plus loin, accusant le gouvernement français d’alors d’avoir voulu encercler l’Allemagne, en signant un projet d’assistance avec l’URSS. Il précise également que l’opinion publique française ne voulut pas du projet, y voyant plus de risques de guerre que de possibilités de paix. Ces avocats vont démontrer que les gouvernements anglais et français ont cédé face à Hitler, sur toutes ses exigences ; c’est, dit Casamayor, « l’accablement d’une paix évitée » qui pèse sur l’assistance. Les révélations de Keitel démontreront de même que l’inaction des troupes françaises et anglaises durant la campagne de Pologne a pesé sur son issue : face à eux, il n’y avait selon le maréchal « qu’un faible écran de troupes allemandes, et non une véritable défense ». Ce qui ressort de ces révélations, d’après Casamayor, c’est que les démocraties occidentales voulaient se servir du nazisme comme d’une protection contre l’URSS.

##### Attitude de l’URSS

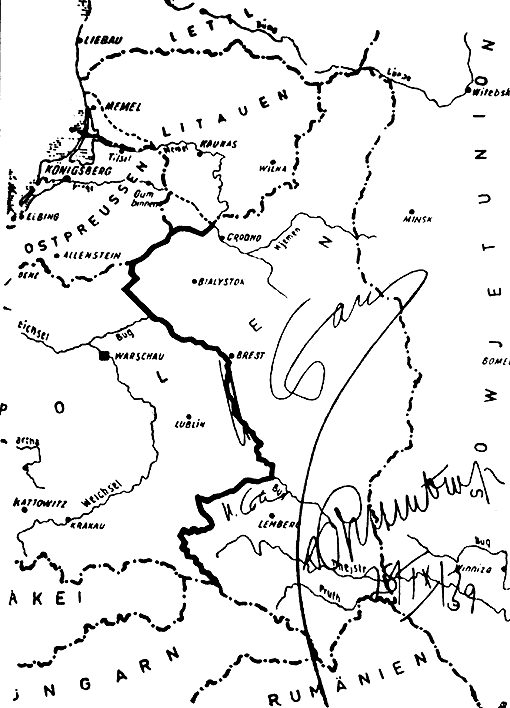
Carte contenue dans le protocole secret, signée par Ribbentrop et Staline.

D’après les avocats de la défense, si l’accusation de « complot » est retenue, elle doit l’être contre l’URSS également. Entre août 1939 et juin 1941, le pacte de non-agression signé par Ribbentrop et Staline entretient une certaine complicité entre les deux futurs belligérants. Le pacte a été rendu public, et fait partie des pièces du procès, mais son protocole secret, qui prévoit l’attaque de la Pologne par l’URSS, n’est pas encore dévoilé. C’est le 25 mars 1946 que l’avocat de Hess, Afred Seidl, expose le protocole et son contenu. Il dépose, en pleine séance, un affidavit du chef des services juridiques des Affaires étrangères, qui rédigea le pacte en son entièreté. Le juge Lawrence l’arrête : ce texte ne fait pas partie des pièces concernant Hess, la Cour ne l’a pas examinée. Seidl explique que ce texte n’est en sa possession que depuis peu. Lawrence demande alors aux procureurs s’ils ont des objections à l’utilisation du texte.
Le procureur soviétique s’oppose à cette utilisation : comme prévu par le statut, il doit pouvoir examiner le texte avant de donner son accord, et annonce qu’il ne le connaît pas. Seidl demande alors la comparution de Molotov, afin d’authentifier le document. Le président l’interrompt définitivement. Pourtant, le protocole secret réapparaît lors de l’interrogatoire de la secrétaire de Ribbentrop, témoin de la défense, le 28 mars. L’avocat de Ribbentrop lui fait exprimer sa connaissance d’un pacte secret. Encore une fois, Roudenko s’oppose à la mention de ce pacte : le témoin n’est qualifié que sur les questions de personnalité de l’accusé, et incompétent en politique étrangère. Le président du tribunal, notant que c’est la deuxième fois que les clauses secrètes du pacte sont évoquées, demande à Seidl s’il possède ou non une copie de celui-ci. En dehors de l’affidavit, l’avocat n’a rien : pour lui, les deux copies existantes du pacte sont à Moscou. L’une y est depuis la signature ; l’autre a été récupérée par l’Armée rouge dans les archives du ministère de Ribbentrop.
Le tribunal se retire pour statuer sur la recevabilité de ces questions. Les accusés se réjouissent face à cet embarras. Lorsque la Cour revient, Lawrence déclare que les questions concernant l’accord sont recevables. Ribbentrop, appelé à la barre, confirme le 28 mars et le 1er avril, le contenu de l’accord : le partage de la Pologne avait été préparé par Hitler et Staline de concert. Même si la plaidoirie de Seidl, lue le 25 juillet 1947, est censurée par le tribunal dans les parties mettant en cause le rôle de l’URSS, la preuve est faite de la complicité de celle-ci dans la guerre d’agression. Le jugement du procès ne l’évoquera pourtant pas.

#### Attente du verdict

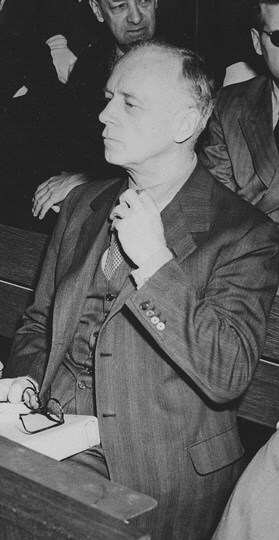
Ribbentrop au procès.

Le 31 août 1946, la radio diffuse les dernières déclarations des accusés. Dans Au cœur du Troisième Reich, Albert Speer décrit ces déclarations comme marquées par les neuf mois de débats :
- Göring, qui avait commencé le procès avec l’intention de se justifier, parla dans son allocution finale de graves crimes, tout en affirmant n'en avoir pas eu connaissance et il condamna les effroyables massacres qu'il prétendait ne pas arriver à comprendre ;
- Keitel assura qu'il préférerait mourir plutôt que de se laisser impliquer une nouvelle fois dans de tels forfaits ;
- Frank parla de la faute dont s'étaient chargés Hitler et le peuple allemand et avertit les incorrigibles de ne pas « prendre le chemin de la folie politique menant nécessairement à la ruine et à la mort » ;
- Streicher condamna l'extermination des Juifs par Hitler ;
- Funk parla de « crimes effroyables qui le remplissaient d'une honte profonde » ;
- Schacht se dit bouleversé par « l'indicible détresse qu'il avait essayé de prévenir » ;
- Sauckel se déclara « bouleversé au plus profond de lui-même par les méfaits révélés au cours de ce procès » ;
- Seyss-Inquart parla d'« affreux excès » ;
- Fritzsche déclara que « le meurtre de cinq millions d’hommes était un lugubre avertissement pour l'avenir ».

Mais tous se défendirent d'avoir eu part à ces événements. Göring déclara « devant Dieu et le peuple allemand », son innocence, et affirma avoir été guidé par son seul patriotisme. Des crimes qui ont été exposés durant le procès, aucun n’assume la responsabilité.
Devant Gilbert, Göring reconnaît néanmoins que Hitler a perdu la guerre des idées : « Quand les Allemands apprendront tout ce qui a été révélé à ce procès, il ne sera pas nécessaire de le condamner ; il s’est condamné lui-même. » Ribbentrop demande à Gilbert d’intercéder pour qu’ils soient acquittés, afin qu’il puisse écrire le livre des erreurs du nazisme. Raeder espère une condamnation à mort plutôt que la prison à vie ; la plupart des autres détenus sont apathiques. Keitel est déprimé, et refuse de voir sa femme. Il ne va toutefois pas perdre son temps : à partir du 1er septembre, il va écrire ses Mémoires sur la période 1933-1945. Il en terminera l'écriture le 10 octobre.

## Délibérations
Des huit juges (quatre titulaires et quatre suppléants), seuls les titulaires ont un droit de vote lors des délibérations, même si dans les discussions les suppléants sont écoutés de façon équitable. Les articles 4 et 29 du statut précisent les modalités des prises de décisions, et du mode d’exécution des peines. Les prises de décisions se font à la majorité des votants, et en cas de partage égal des voix, celle du président (Lawrence) sera prépondérante. Pour l’exécution des peines, seul le Conseil de contrôle pour l’Allemagne pourra les exécuter, voire les modifier ou les réduire. Le Tribunal n’aura pas de droit de regard sur ce point, contrairement à ce que voudrait Donnedieu de Vabres.

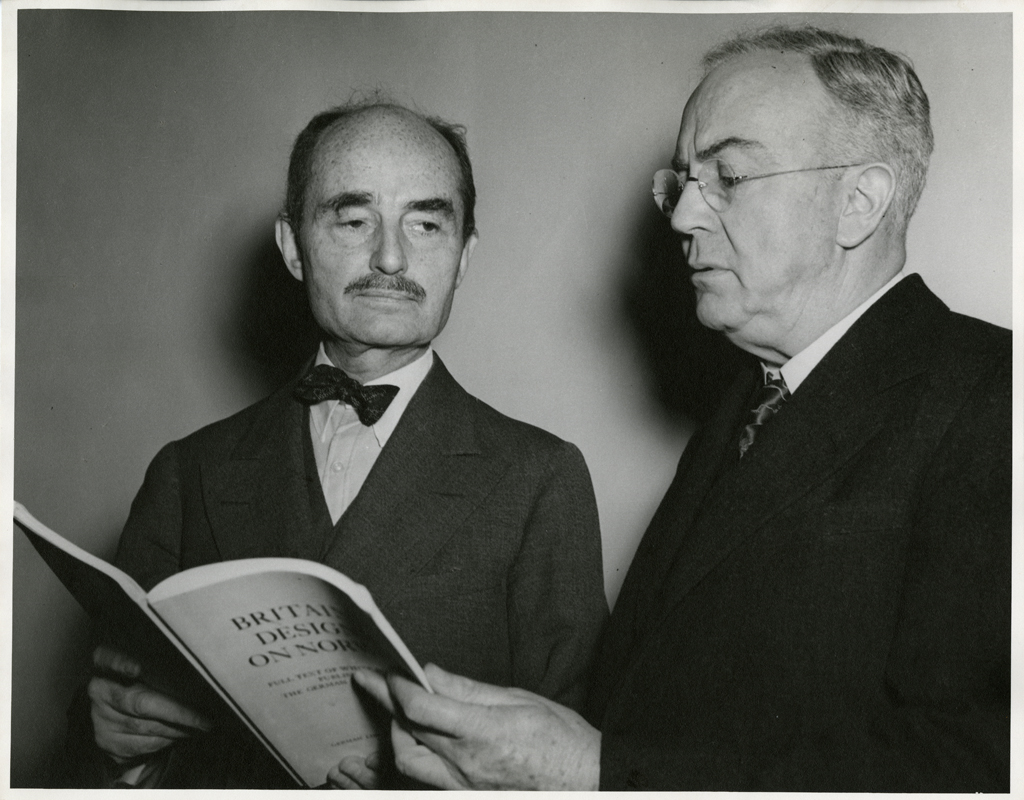
Les juges américains Biddle et Parker.

La première réunion a lieu le 27 juin 1946, avant la fin du procès, et 22 autres réunions suivront jusqu’à l’énoncé du verdict. Huit de ces réunions auront pour objet les questions juridiques et leur interprétation : l’une des principales est suscitée par Donnedieu de Vabres, qui remet en cause, par la présentation d’un mémorandum, l’accusation de « complot ». Pour lui, cette accusation est inconnue dans le droit autant international que continental. Mais pour les autres juges, cette discussion est oiseuse ; les Américains pensent que si le « complot » est écarté, les « crimes contre la paix » doivent l’être également. Le juge français s’incline, mais ne votera pour aucune condamnation de complot.
Autre question : comment exécuter les condamnés à mort ? Par pendaison, mort humiliante, ou par fusillade, la « mort du soldat » ? Si le juge soviétique est pour la première solution, le français propose que certains soient fusillés, par exemple les militaires, et que les autres soient pendus. Cette décision sera prise à la fin des délibérations sur les individus : alors que les Français souhaitent que Keitel et Jodl soient fusillés, Biddle ne plaide dans ce sens que pour Jodl. Finalement, la décision sera prise le 10 septembre : tous les condamnés seront pendus.
La plupart des condamnations font l'objet de discussions entre les quatre juges :
- Göring est reconnu coupable de tous les chefs d’accusation par l’ensemble des juges (sauf pour complot par Donnedieu de Vabres). Le juge français vote la fusillade, les trois autres la pendaison ;
- Rudolf Hess est condamné à la prison à vie, après de longues tractations : le juge russe désirait la peine de mort, le juge français 20 ans de prison, les juges américain et anglais la prison à vie. Finalement, le juge russe changea de position, mais obtint toutefois que Hess soit inculpé des chefs d’accusations de crimes de guerre et de crimes contre l’humanité. Il ne sera pas toutefois condamné pour ceux-ci ;
- Ribbentrop, Keitel, Jodl et Rosenberg ont le même traitement que Göring : coupables sur l’ensemble des chefs d’accusation, et condamnés à mort. Là encore, Donnedieu de Vabres vote seul pour la fusillade de Keitel, pour la prison à vie à l’encontre de Rosenberg et de Jodl ;
- Kaltenbrunner et Frank sont reconnus coupables des deux derniers chefs d’accusation, mais pas du premier. Ils sont condamnés à mort ; Donnedieu de Vabres demande la prison à vie pour Frank ;
- Streicher est condamné à mort sans discussion ;
- Funk, malgré l’opposition du juge russe qui souhaite la mort, est condamné à la prison à vie, après avoir été reconnu coupable de trois des chefs d’accusation.
- Speer est reconnu coupable des deux derniers chefs d’accusation, mais sa condamnation est l’objet de débats : Biddle et Nikitchenko votent la mort, Donnedieu de Vabres et Lawrence plaident pour 10 ans de prison. Biddle les rejoint sur 20 ans de prison ;
- Neurath est reconnu coupable de tous les chefs d’accusation, et est condamné à 15 ans de prison ;
- Seyss-Inquart est reconnu coupable des trois derniers chefs d’accusation et condamné à mort ;
- Schacht est un cas qui provoque un débat très contrasté : Lawrence souhaite l’acquittement, Donnedieu de Vabres 5 ans de prison, Biddle la prison à vie et Nikitchenko la mort. À la suite des acquittements de Papen et de Fritzsche, le juge français, suivi du juge américain, optent pour l’acquittement de Schacht, contre l'avis du juge soviétique ;
- Dönitz est défendu par le juge américain, qui ne veut pas qu’il soit condamné pour des actes que l’amiral Nimitz a lui-même ordonnés. Mais les Britanniques, depuis l’arrivée au pouvoir des travaillistes, sont désormais plus enclins à condamner des militaires. Lawrence et Nikitchenko sont d’accord sur 10 ans de prison, et sont rejoints par Donnedieu de Vabres. En revanche tous sont d’accord pour que la peine de Dönitz soit moins importante que celle de son prédécesseur, Raeder ;
- Raeder est condamné pour les trois premiers chefs d’accusation, alors que Dönitz a été acquitté pour l’accusation de complot. Donnedieu de Vabres demande 20 ans, Lawrence et Biddle la prison à vie, Nikitchenko la mort. Ce sera la prison à vie ;
- Baldur von Schirach est reconnu coupable pour crimes contre l’humanité. Biddle et Donnedieu de Vabres demandent 20 ans, Lawrence et Nikitchenko la mort. Sera choisie comme compromis la peine de 20 ans de prison[145].

## Verdict
Les 30 septembre et 1er octobre 1946, presque un an après la première réunion du Tribunal, est lu le jugement. Durant la journée du 30, la description du nazisme, de ses crimes, des preuves contre les accusés ainsi que le jugement concernant les organisations. Le matin du 1er octobre, la culpabilité de chaque accusé est exprimée. Après le déjeuner, les peines sont prononcées.
Lawrence prend la parole pour lire le jugement ; au bout de trois quarts d’heure, il passe la parole à un autre juge. Le jugement commence par un long préambule, chiffrant notamment le nombre d’audiences publiques (403), le nombre de témoins à charge et à décharge des accusés (94), le nombre de dépositions écrites signées en faveur des organisations (près de 200 000), etc.
À propos du principe de non-rétroactivité, le jugement déclare, en ce qui concerne les crimes contre la paix, que d’une part la non-rétroactivité n’est pas une règle de droit international, que d’autre part les accusés ne peuvent prétendre qu’ils ignoraient l’illégalité de leurs actions. Enfin, l’état de nécessité justifierait (si besoin était) que le Tribunal soit obligé de violer cette règle généralement suivie.

### Organisations
Les juges lisent le jugement des organisations, et expriment les conséquences du verdict auprès des autres tribunaux. D’une part, une organisation dite « criminelle » doit avoir :
- des buts criminels ;
- une homogénéité liant les membres les uns aux autres dans un but commun ;
- une formation ou une utilisation ayant un rapport avec les crimes définis par le statut[148].

Ainsi, dans les futurs procès de dénazification, l'accusation doit prouver que les prévenus connaissaient les buts de l’organisation à laquelle ils avaient adhéré, et que cette adhésion n'était pas contrainte. Ainsi, l’idée de Bernais de pouvoir condamner plus facilement des grands nombres d’individus est en grande partie abandonnée.
D’autre part, le tribunal émet les recommandations suivantes : que les lois de dénazification soient amendées afin de suivre la décision du tribunal, notamment en ce qui concerne les peines infligées, et que les peines soient unifiées sur les différentes zones d’occupation alliées.
Quatre organisations sont déclarées criminelles : le corps des chefs politiques du parti nazi, la SS, la Gestapo et le SD. Si les deux premiers groupes, tels qu’ils étaient mis en accusation, sont complètement reconnus criminels, le tribunal exonère plusieurs catégories de personnes, spécialement dans la Gestapo et le SD, deux groupes composés de volontaires. Tout d’abord, sont exonérés tous ceux qui n’ont plus rempli leurs fonctions auprès des organisations à partir du 1er septembre 1939, avant le début de la guerre. Le service de sûreté aux armées, et celui de la protection des frontières et de la douane, compris dans la Gestapo, ainsi que tous ceux occupant des emplois de bureaux, concierge ou autres emplois similaires de la Gestapo ou du SD, sont exclus du jugement.
La SA (dont les chefs ont été supprimés en 1934), le cabinet du Reich (groupe restreint, qui n’a plus régulièrement fonctionné depuis 1937), et les commandements militaires (qui ne constituent pas des groupes aux yeux des juges) sont lavés de l’accusation collective, ce qui n’empêchera pas que leurs membres soient poursuivis individuellement.

### Génocide juif

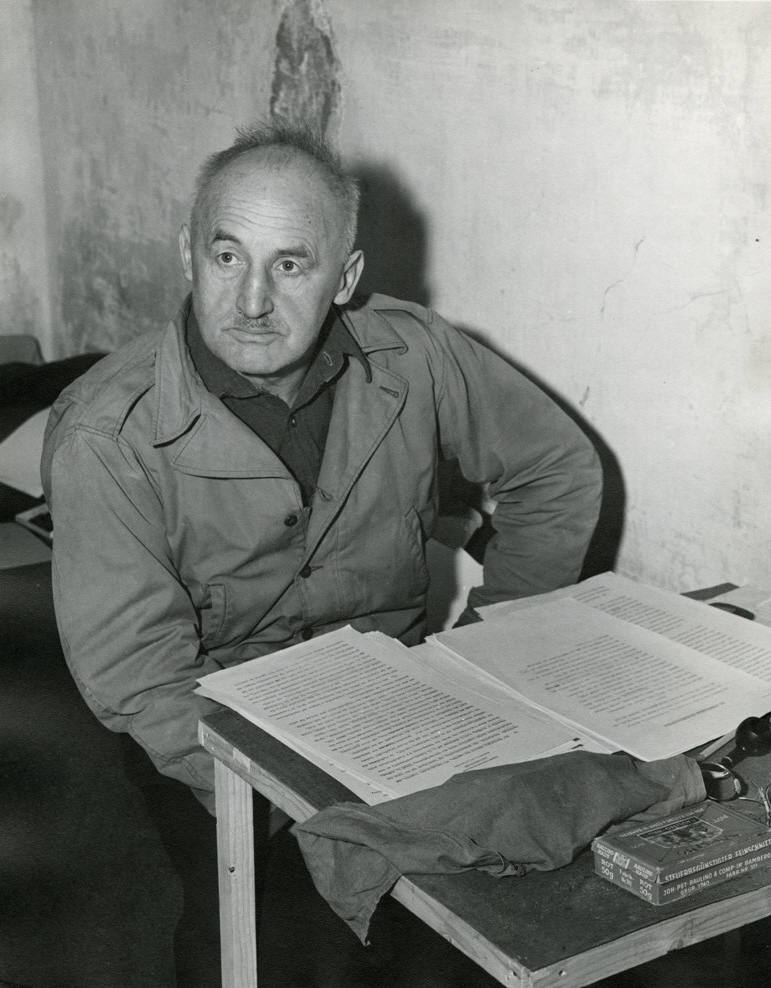
Streicher en cellule.

Cette partie du procès fait l’objet d’un chapitre du jugement : il distingue tout d’abord la persécution avant et pendant la guerre. Mais le tribunal ne peut établir le lien entre la persécution des Juifs avant-guerre et le déclenchement d’une guerre d’agression ; la persécution des Juifs n’est donc pas considérée comme un crime contre l’humanité. Toutefois, cette persécution est avérée, et les condamnés Göring, Ribbentrop, Kaltenbrunner, Rosenberg, Frank, Frick, Funk, Schirach, Seyss-Inquart, Bormann et Streicher en sont convaincus. Streicher surtout, condamné pour ses écrits, sera décrit « universellement connu comme leur [les Juifs] ennemi le plus acharné ».
A contrario, Fritzsche, malgré la propagande antisémite dont il fit preuve, n’a jamais poussé ouvertement à la persécution ou à l’extermination des Juifs. De plus, il a tenté de faire interdire par deux fois le journal de Streicher : il est donc acquitté de ce chef d’accusation.

### Sort des vingt-quatre accusés personnes physiques
|                |
| Martin Bormann |

| Karl Dönitz |
| Karl Dönitz |

| Hans Frank durant sa détention |
| Hans Frank                     |

| Wilhelm Frick |
| Wilhelm Frick |

| Hans Fritzsche au procès |
| Hans Fritzsche           |

|              |
| Walther Funk |

|                |
| Hermann Göring |

|             |
| Rudolf Hess |

| Alfred Jodl |
| Alfred Jodl |

| Ernst Kaltenbrunner |
| Ernst Kaltenbrunner |

| Wilhelm Keitel |
| Wilhelm Keitel |

|                                     |
| Gustav Krupp von Bohlen und Halbach |

|            |
| Robert Ley |

| Konstantin von Neurath |
| Konstantin von Neurath |

| Franz von Papen |
| Franz von Papen |

| Erich Raeder |
| Erich Raeder |

| Joachim von Ribbentrop |
| Joachim von Ribbentrop |

|                  |
| Alfred Rosenberg |

|               |
| Fritz Sauckel |

|                 |
| Hjalmar Schacht |

| Baldur von Schirach au procès |
| Baldur von Schirach           |

| Arthur Seyß-Inquart au procès |
| Arthur Seyß-Inquart           |

| Albert Speer |
| Albert Speer |

| Julius Streicher |
| Julius Streicher |

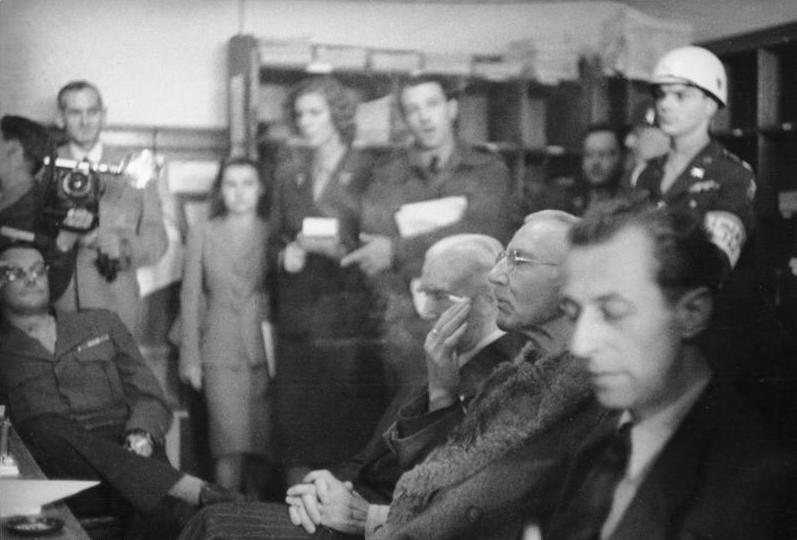
Conférence de presse des trois inculpés acquittés, de gauche à droite : Papen (largement masqué), Schacht (cigarette à la main), Fritzsche.

Le jugement est prononcé pour chaque accusé, l’après-midi, durant une séance de quarante-cinq minutes, en dehors de la présence de la presse. Le tribunal prononce douze condamnations à mort, sept à des peines de prison et trois acquittements.
Lorsque l’acquittement de Schacht est prononcé, c’est la stupeur générale : personne, surtout pas les avocats des accusés, ne songeait à la possibilité d’un acquittement. Fritzsche et Papen sont également acquittés : malgré les responsabilités de ce dernier dans l’Anschluss, le fait que cette annexion ne soit pas considérée comme une guerre d’agression lui permet d’échapper à la condamnation.
Papen se déclare surpris du verdict à son encontre, même s’il l’espérait. Fritzsche est complètement abasourdi : il ne sera même pas renvoyé en Russie, et est acquitté ici alors que, dit-il, « j’avais l’impression dès le début du procès, que j’y représentais Goebbels et que je serais donc condamné à sa place ».
Le procès n’est pas complètement terminé : le président reprend la parole à la demande du juge Nikitchenko. Celui-ci demande qu’il soit fait mention dans le procès-verbal du procès qu’il est en désaccord avec les trois acquittements de Schacht, Papen et Fritzsche, de la condamnation de Hess (il avait demandé la mort) et de l’acquittement de trois organisations : le cabinet du Reich et les organisations militaires.
Les acquittés, à leur sortie de la prison de Nuremberg quelques jours plus tard, seront arrêtés par la police allemande et jugés devant des tribunaux de dénazification.

### Condamnés à mort et exécution
Les réactions des condamnés à leur retour en prison sont relevées par Gilbert. Fatalisme, consternation prédominent chez Göring, Ribbentrop, Kaltenbrunner, Keitel, Sauckel et Jodl. Jodl et Keitel se plaignent du mode d’exécution : ils ne pensaient pas avoir mérité la corde et auraient préféré le peloton, les militaires exécutés étant habituellement fusillés. Frank et Streicher semblent soulagés.
Les recours en grâce des accusés sont déposés auprès du Conseil de contrôle pour l’Allemagne ; les accusés ont eu quatre jours pour les rédiger. Kaltenbrunner et Speer ne font pas de demande ; Göring, Frank et Streicher s’y refusent mais leurs avocats le feront à leur place. Ces demandes sont très différentes : Raeder demande la peine de mort, Jodl et Keitel à être fusillés, l’avocat de Göring à ce que la peine soit commuée en prison à perpétuité. Le 11 octobre 1946, les avocats sont informés que tous les recours en grâce sont rejetés. Les condamnés ne savent pas quel jour l’exécution aura lieu, mais la liberté relative dont ils disposaient en prison est supprimée : ils ne peuvent plus se rencontrer, portent des menottes, ne rencontrent plus leur famille que sous la surveillance de la police militaire. Le 12 octobre, ils rencontrent leur famille pour la dernière fois.
L’exécution est prévue la nuit du 16 octobre 1946, en présence de quatre généraux du Conseil de contrôle pour l’Allemagne, des représentants de la presse (deux par zone d’occupation), de médecins chargés de confirmer le décès, et de prêtres. Les potences des condamnés sont préparées par l'ancien bourreau du Reich Johann Reichhart. Elles sont dressées dans l'ancien gymnase du Palais de justice de Nuremberg (détruit en 1987 lors de travaux de réfection). Cependant, c'est l'exécuteur officiel de l'armée américaine, le sergent-chef John C. Woods, qui officie, assisté de son adjoint Joseph Malta. C’est à minuit moins vingt que les gardiens découvrent que Göring s’est suicidé au cyanure, apparemment uniquement à cause du mode d’exécution de la sentence. Les condamnés et les témoins de l’exécution sont prévenus.

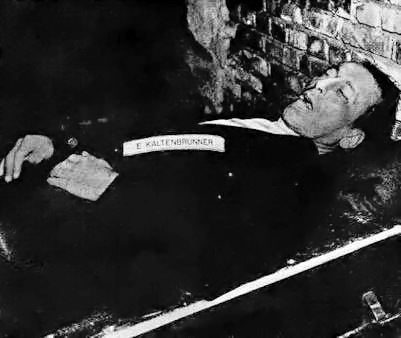
Le corps de Kaltenbrunner après son exécution.

Les exécutions ont lieu. Chaque condamné dit ses dernières paroles. Le plus remonté est Streicher : il crache à la figure du bourreau, hurle « les bolcheviques vous pendront bientôt », et crie « Fête de Pourim, 1946 ! »,,. Les autres exécutions seront plus calmes.
Après avoir été photographiés, les corps des condamnés auraient été incinérés le 16 octobre 1946 dans un crématorium à Munich, et les cendres dispersées dans un affluent de l'Isar. Selon le document filmé d'Henri de Turenne, Le Procès de Nuremberg, les corps ont été acheminés par le moyen de trois camions jusqu'au camp de Dachau où ils furent brûlés dans un des crématoires.

## Procès liés

### En Allemagne
Durant et après le procès principal se déroulent d’autres procès dans les différentes zones d’occupation d’Allemagne : 5 006 personnes sont inculpées, 794 condamnées à mort, 486 exécutées.
Parmi ces procès, les douze qui se déroulent dans la zone d’occupation américaine sont appelés parfois « procès successeurs » :

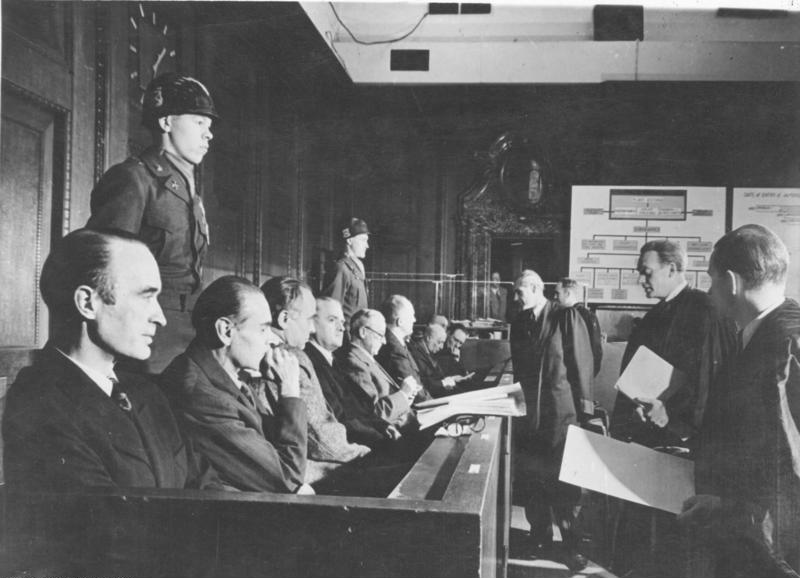
Le procès Krupp.

1. Le procès des Médecins (ou procès des Docteurs), qui aboutit à sept condamnations à mort, cinq à perpétuité, le reste se composant de peines de prison et d'acquittements ;
2. Le procès Milch : l’unique accusé, le Generalfeldmarschall Erhard Milch fut condamné à la perpétuité, mais rapidement libéré ;
3. Le procès des Juges et des Juristes : quatre condamnations à perpétuité furent prononcées ;
4. Le procès Pohl, ou procès du WVHA, comprenant la bureaucratie des camps de concentration, quatre condamnations à mort dont une exécutée ;
5. Le procès Flick : peines de prison ;
6. Le procès IG Farben : peines de prison ;
7. Le procès des Otages, concernant les généraux ayant œuvré dans le Sud-Est de l’Europe : deux condamnations à perpétuité ;
8. Le procès du RuSHA : une condamnation à perpétuité ;
9. Le procès des Einsatzgruppen : treize condamnations à mort dont quatre exécutées, deux à perpétuité ;
10. Le procès d'Alfried Krupp : peines de prison ;
11. Le procès des Ministères : peines de prison ;
12. Le procès du Haut Commandement militaire, concernant les généraux ayant attaqué l’URSS : deux condamnations à perpétuité.

Toujours dans la zone d'occupation américaine, se tient le tribunal militaire de Dachau, qui juge les criminels de guerre mineurs comme Nuremberg l'a fait pour les criminels majeurs. De nombreux procès entre 1946 et le début des années 1950 ont lieu à Dachau : au total, 489 procès jugent 1 672 inculpés.
Devant les tribunaux, allemands cette fois-ci, sont instaurés des procès de dénazification ; les acquittés de Nuremberg notamment y seront jugés. Au total, 5 288 Allemands y seront condamnés par d’autres Allemands pour des crimes commis envers des Allemands. Mais les délits sont souvent mineurs, car les preuves sont difficiles à réunir. De plus, les Allemands sont à l’époque plus concentrés sur les moyens de subvenir à leurs besoins primaires, et considèrent en partie que ces procès participent à la justice des vainqueurs.
À partir de 1949, avec la création de la RFA, le judiciaire repasse entièrement sous contrôle allemand. 628 nouveaux suspects, en grande partie des gardiens de camps de concentration, seront condamnés entre 1950 et 1955. Mais en 1958, à la suite du « procès de l’escadron », est créé par les ministres de la Justice des Länder le Service central d’enquêtes sur les crimes nationaux-socialistes, qui reprendra les enquêtes sur les massacres de masse des Juifs dans les territoires de l’Est. En 1964, il aura ouvert plus de 700 enquêtes, dont beaucoup se termineront en procès et en condamnations.
En 1970, on estime à 11 000 le nombre de nazis condamnés par les tribunaux alliés et ouest-allemands. Le début des années 1970 est également marqué par l’action de Beate et Serge Klarsfeld. En 1979, leur travail amène devant la justice Kurt Lischka, commandant du SD et de la Gestapo du « Gross Paris », Herbert Hagen, ancien supérieur d’Eichmann, et d’Ernst Heinrichsohn, adjoint au Service des affaires juives à Paris : c'est le procès de Cologne.

### Au Japon
Les procès de Tokyo, pour juger les criminels de guerre du régime showa, sont créés d'après la conférence de Potsdam le 19 janvier 1946. Basés sur les mêmes principes que Nuremberg, onze juges, représentant les pays alliés contre le Japon (États-Unis, URSS, Royaume-Uni, France, Pays-Bas, Chine, Australie, Nouvelle-Zélande, Canada, Inde, et Philippines) inculpent les chefs japonais de crimes contre la paix, crimes de guerre, et de crimes contre l'humanité.

### Dans les autres pays
D’après la déclaration de Moscou, les criminels ayant commis leurs actes dans un seul pays sont extradés vers ceux-ci. Ils y sont jugés, suivant le pays, devant des tribunaux ordinaires (Norvège, Danemark, Yougoslavie), des tribunaux spéciaux (Tchécoslovaquie, tribunal national suprême de Pologne) ou militaires spéciaux (Italie, Grèce). Ces tribunaux utilisent la juridiction établie dans le pays, ou créent des délits spéciaux ayant un effet rétroactif, voire les deux à la fois. Deux témoins à Nuremberg, Höss et Wisliceny, sont jugés respectivement en Pologne et en Tchécoslovaquie, condamnés à mort et pendus.
En Autriche, de 1945 à 1948, les tribunaux condamnent 10 694 personnes pour crimes de guerre, essentiellement commis sur le sol autrichien, dont 43 sont condamnées à la peine capitale ; mais dès 1948, le processus de dénazification s'éteint.

#### En France
En France, les procès de Klaus Barbie, par contumace en 1952 et 1954, ainsi que ceux de Carl Oberg et Helmut Knochen en 1954, peuvent ainsi se dérouler. Oberg et Knochen sont condamnés à mort et graciés par le président de la République, Barbie condamné à mort par contumace. Après l’adoption à l’unanimité de l’imprescriptibilité des crimes contre l’humanité par la loi du 26 décembre 1964, Paul Touvier, alors condamné à mort par contumace pour crimes de guerre, réapparaît en 1975 après avoir bénéficié d’une mesure de grâce. Il est accusé aussitôt de crimes contre l’humanité, mais les Chambres d’accusation saisies refusent d’ouvrir une instruction, pour cause d'incompétence. La Cour de cassation casse ces décisions en les déclarant compétentes, et valide l’imprescriptibilité des crimes contre l’humanité sur les faits reprochés à Touvier, mais celui-ci disparaît à nouveau.
C’est en 1983 qu’un nouveau procès a lieu : il s’agit à nouveau de Barbie, extradé de Bolivie. Les crimes de guerre étant prescrits, il ne peut être jugé que pour crimes contre l’humanité (grâce à l’arrêt de la Cour de cassation à propos de Touvier), à condition qu’il n’y ait pas eu de jugement à ce sujet auparavant. Seul le génocide juif semble rassembler ces conditions, notamment au sujet des rafles de la maison d’Izieu (cité au procès par Edgar Faure) et de la maison de l’UGIF. Mais les associations de résistants, qui ont été les principales victimes du travail de Barbie, vont essayer d’élargir la définition des crimes contre l’humanité, afin d’y inclure les crimes contre les résistants, ces derniers devenant ainsi imprescriptibles. Si la Chambre d’accusation de la cour d’appel de Lyon n’adopte pas leur point de vue, la Cour de cassation s’y rallie. Le procureur général près la Cour d'appel, Pierre Truche, hostile à ce rapprochement, remarque : « Alors qu’à Nuremberg, la notion de crime de guerre avait absorbé celle de crime contre l’humanité, ici l’inverse s’est produit ».
La nouvelle définition pose aussitôt un problème : Paul Touvier, de nouveau réapparu, peut-il être inculpé de ce crime ? En 1992, la Chambre d’accusation de la Cour d'appel de Paris rend un non-lieu, en justifiant que, Vichy n’ayant pas pratiqué une politique d’hégémonie idéologique, ses fonctionnaires ne peuvent être jugés comme ceux du Troisième Reich. Truche, devenu procureur général près la cour d'appel de Paris, obtient de la Cour de cassation qu’elle considère Touvier comme complice de la Gestapo. En se référant à l’article 6 du statut de Nuremberg, Touvier est condamné, comme Barbie, à la prison à vie.
Enfin, en 1998, Maurice Papon est condamné pour complicité de crimes contre l’humanité, suivant le Code pénal de 1994, intégrant dans le droit français les notions de génocide (articles 211-1 à 211-2) et des autres crimes contre l’humanité (articles 212-1 à 212-3).

#### En Israël

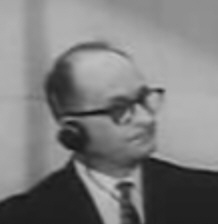
Eichmann à son procès en Israël (1962).

En 1960, alors que l’Allemagne reprend les enquêtes, Israël annonce la capture d’Adolf Eichmann en Argentine, et son jugement à venir. Les principes du procès sont calqués sur celui de Nuremberg : les définitions des crimes contre l’humanité et des crimes de guerre sont reprises. Mais le procureur général donne la parole aux témoins : il met en lumière le génocide. Filmé par la télévision et grandement couvert par les médias internationaux, ce procès bouleverse l’opinion et permet aux spectateurs de s’identifier aux victimes, ce à quoi Nuremberg avait failli.

## Polémiques
Les polémiques ont porté tout d’abord sur la forme du procès, puis sur le fond.

### Forme
Le procès s’est énormément, voire quasi uniquement, appuyé sur les pièces administratives, traités, déclarations, témoignages écrits, journaux, etc. Peu de témoignages, en dehors des accusés, encore moins de la part des victimes. Cette lacune a peut-être empêché que ne soit détectée plus rapidement la politique d’extermination de groupes ethniques, appelée « solution finale », et la définition des crimes contre l’humanité maintient les persécutions juives d’avant 1939 et d’après le 8 mai 1945 en dehors du procès.
Marie-Claude Vaillant-Couturier trouva que les débats étaient lents, « extrêmement tatillons pour des crimes indiscutables et une culpabilité des accusés qui ne l’étaient pas moins. Je pensais que l’on cherchait à gagner du temps pour sauver des têtes ». Kessel déclarait : « En eux-mêmes, les chiffres, les textes, les documents comptables étaient assez fastidieux ». Yves Beigbeder, neveu de Donnedieu de Vabres qui est son assistant durant une partie du procès, estime que sa portée est très loin d'être évidente aux yeux du public : « De Paris, on le trouvait trop long, on se demandait à quoi il servait. Je savais juste que mon oncle se trouvait à Nuremberg, sans que cela éveille en moi une grande curiosité ».

### Point de vue de la presse

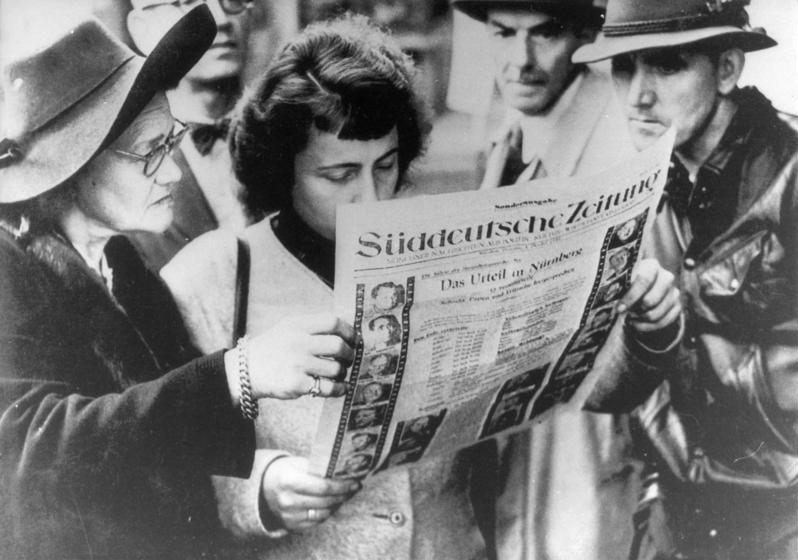
La presse allemande rapporte le procès.

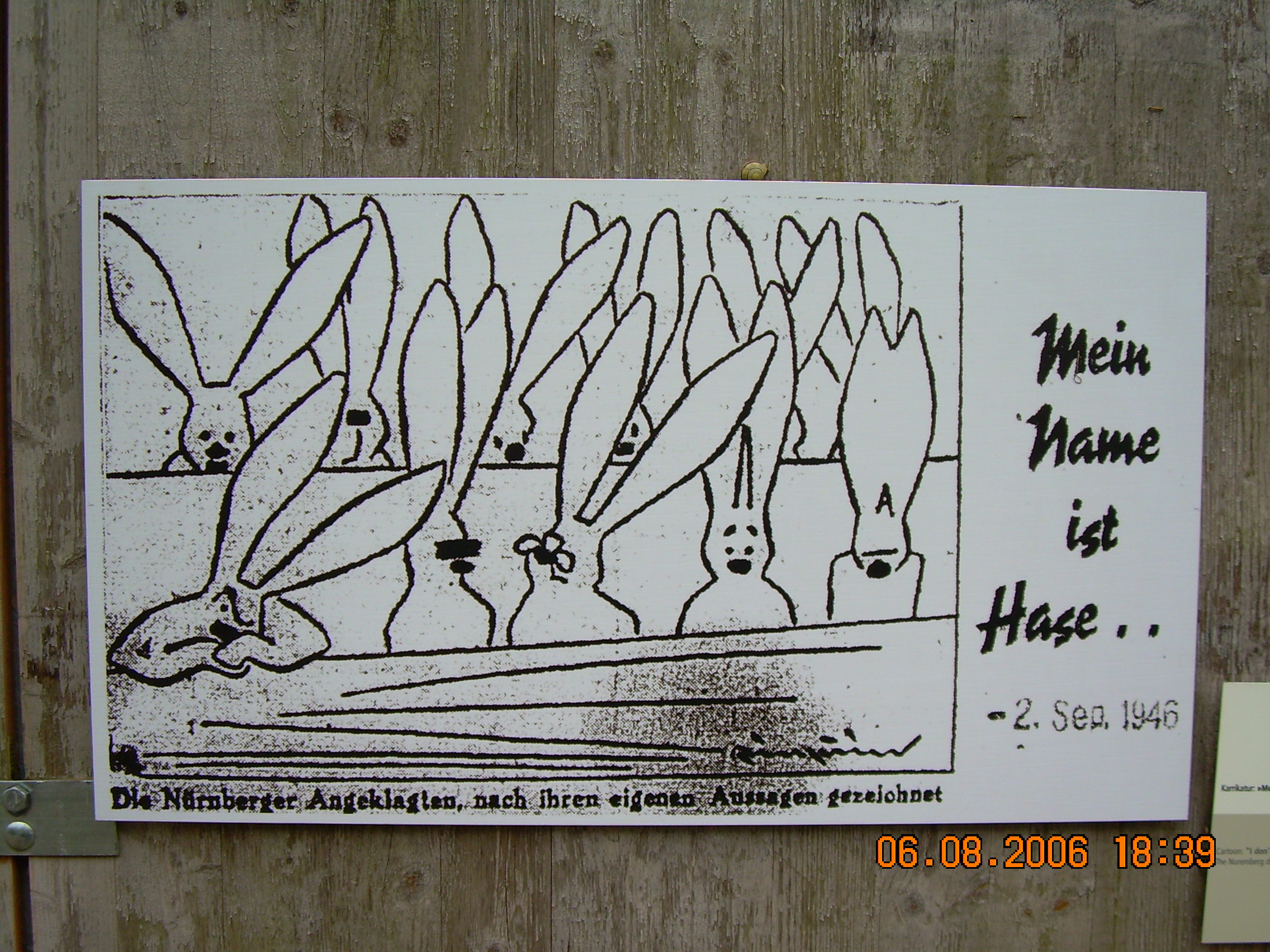
Caricature allemande des accusés dans leur box au procès de Nuremberg (2 septembre 1946).

À l’issue du procès, deux tendances s’affirment dans la presse internationale, tandis que la presse allemande, sous le contrôle des Alliés, ne se permet aucune forte critique.
Tout d’abord, la presse soviétique, ainsi que celle des autres pays communistes et la presse de gauche française dénoncent les trois acquittements. Pour certains journalistes, c’est « la réhabilitation de la réaction militariste et capitaliste allemande ».
Aux États-Unis et au Royaume-Uni, c’est l’opinion contraire : les médias déplorent la dureté du verdict. Le sénateur Robert Taft parle de « viol de la justice » ; le commentateur militaire anglais Fuller compare les généraux allemands aux Juifs. Taft reprendra cette comparaison en affirmant que « chercher une différence [entre le sort des Juifs et celui des généraux] serait couper des cheveux en quatre ».

### Justice internationale ou vengeance des vainqueurs?
« Si l'on choisit de faire passer les criminels en jugement, il faut bien se rendre compte que les tribunaux jugent des cas, mais que ces cas jugent aussi. On ne peut pas instruire de procès quand on n'a pas réellement l'intention de relâcher les prévenus si leur culpabilité n'est pas prouvée clairement. L'opinion mondiale n'approuvera jamais un tribunal créé pour condamner et toute procédure conduite par des juristes dignes de ce nom ne peut être que régulière ; on ne saurait en attendre une parodie de justice ratifiant une décision prise à l'avance »

— Robert H. Jackson, vers juin 1945.
Parce que l'on a refusé aux défenseurs le droit de se plaindre de la sélection des juges, certains[Qui ?] estiment que le tribunal n'était pas impartial. Le caractère « international » des juges doit être pondéré du fait qu'ils n'étaient en fait que l'émanation des principaux vainqueurs, les pays neutres, colonisés et ou ayant sommairement soutenu les Alliés n'étant pas représentés.[réf. nécessaire]
Dans sa déclaration liminaire, Robert Jackson, représentant du ministère public, déclarait : « La disparité énorme qui existe entre la situation des accusateurs et celle des accusés pourrait discréditer notre action si nous hésitions à faire preuve d'équité et de modération, même sur des points mineurs […] Nous ne devons jamais oublier que les faits pour lesquels nous jugeons ces accusés sont ceux pour lesquels l'Histoire nous jugera demain. Leur donner une coupe empoisonnée, c'est aussi la porter à nos lèvres. Nous devons accomplir notre tâche avec détachement et intégrité intellectuelle afin que ce procès représente pour la postérité la réalisation des aspirations humaines à la justice. »
Certains auraient préféré que les nazis et leurs complices soient jugés par des États neutres durant le conflit, voire par des tribunaux allemands antinazis, comme le reprochait le professeur Ludwig Erhard, chancelier de la RFA à partir de 1963 :

« Il est à regretter qu’à Nuremberg la loi fut appliquée par les seuls vainqueurs. La promesse que, malgré cela, le droit des gens, et non celui des vainqueurs, serait appliqué aurait été plus convaincante si le glaive de la loi avait été laissé entre les mains de puissances neutres. Il est vrai qu’il y eut peu de neutres au cours de cette guerre, mais il y eut cependant la Suisse, la Suède, le Portugal, pays dans lesquels les spécialistes du droit international et les juges avertis ne manquent pas. Enfin, la confiance dans la jurisprudence de cette Cour et l’effet moral du jugement auraient été plus grands chez les Allemands, si des juges allemands avaient participé à un procès dont tous les justiciables étaient allemands. »

Des historiens, tels Joseph Rovan, déporté à Dachau, ou l’Allemand Rudolf von Thadden ont déploré dans les années 1990 que les Alliés aient considéré que tous les Allemands avaient adhéré à l’idéal nazi, et qu’ils n’aient pas pris en compte les crimes perpétrés avant la guerre.

### Justice rétroactive?
Le caractère à la fois rétroactif et ad hoc des définitions de crime de guerre et de crime contre l'humanité est un point de friction vis-à-vis des fondements du droit, qui posent comme principe la non-rétroactivité des lois pénales. Toutefois ce principe n’avait pas fait l’objet d’un traité international, jusqu’en 1945 du moins.
Certains articles du statut, notamment les 19 et 21, qui réduisent les règles techniques d’établissement des preuves, suscitent également débat et permettent de remettre en cause, a posteriori, la validité de certains arguments présentés par l’accusation.
L’accusation de crimes contre la paix présente également un point faible : certes, l’Allemagne a violé les engagements internationaux qu’elle avait pris. Mais il n’est pas prévu dans ces pactes d’engager les individus : seuls les États sont obligés de se tenir aux termes du traité. Autrement dit, on ne peut frapper d’une sanction relevant du droit pénal aucun des accusés pour cette inculpation.
Enfin, l’interdiction d’invoquer le « Tu Quoque » affaiblit l’accusation.
Pour répondre à cette contestation, les arguments suivants concernant la non-rétroactivité de la loi pénale ont été avancés :
1. En janvier 1942, neuf gouvernements européens, en exil à Londres, déterminés à réagir devant les exécutions d'otages décidées par l'armée allemande, publient la Déclaration de Saint-James, avec le gouvernement britannique, par laquelle ils annoncent qu'ils engageront des poursuites judiciaires contre les dirigeants du Reich[188]. En novembre 1943, les ministres des Affaires étrangères des Trois Grands, Anthony Eden, pour la Grande-Bretagne, Cordell Hull, pour les États-Unis et Molotov, pour l'Union soviétique, réunis à Moscou, décident eux aussi, d'engager des poursuites judiciaires contre les dirigeants du Reich[189] ;
2. D'autre part, pour justifier l'ensemble des poursuites, notamment l'accusation de complot contre la paix, non couverte par les déclarations de Saint-James et de Moscou, des juristes anglo-saxons se basent sur le pacte Briand-Kellogg de 1928, par lequel tous les signataires, dont les États-Unis, l'Allemagne, la Grande-Bretagne et la France s'interdisent de recourir à la force pour résoudre un contentieux entre eux ; ainsi, selon le conseiller juridique du gouvernement militaire américain en Allemagne, William Chanler « celui qui violerait ce pacte perdrait ses droits de belligérant et les actes de guerre qu'il y commettrait seraient des assassinats et des voies de fait au regard de la loi du pays envahi »[190].
3. Pour établir un lien de droit entre la violation du pacte Briand-Kellog, qui ne prévoyait pas de sanction pénale, et une sanction pénale légalement possible, les juristes ont utilisé un concept issu de la Common law, celui de conspiracy : selon ce concept, appliqué aux gangs pratiquant le crime organisé, toute action concertée par un groupe d'individus en vue de commettre un crime, au sens de la Common law (préparation d'un vol commis par plusieurs personnes agissant ensemble, d'une attaque à main armée, d'un assassinat…), doit être puni, y compris par la peine de mort[191].

### Crimes des Alliés

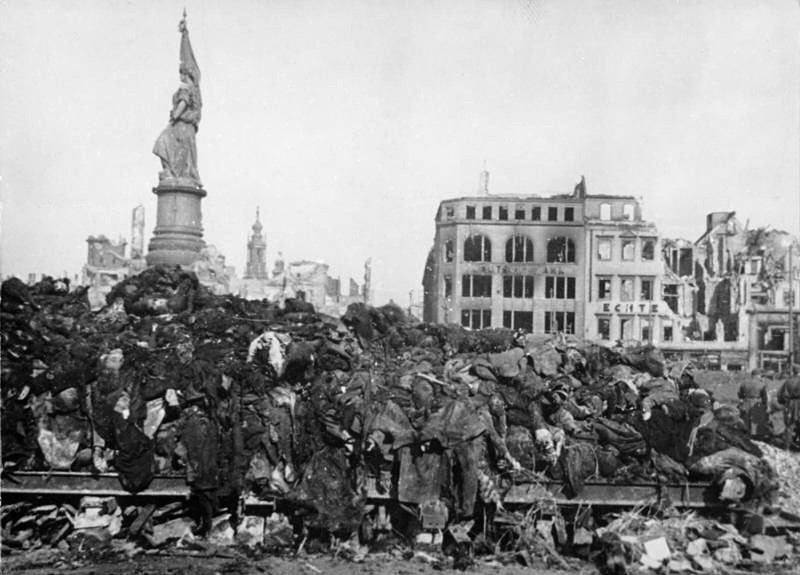
Amas de cadavres après le bombardement de Dresde, février 1945.

Malgré les efforts des juges et des procureurs soviétiques, le rôle de l'URSS lors de l'invasion de la Pologne a été évoqué lors du procès. Si les débats autour du massacre de Katyń ou sur le torpillage du Wilhelm Gustloff ne sont pas tranchés à cette époque, il ne fait pas de doute que les Alliés ont eux aussi commis des crimes de guerre. Néanmoins, l’historien d’origine polonaise Bronisław Baczko reconnaît que si ces crimes peuvent être qualifiés ainsi, « nous en sommes redevables à la juridiction de Nuremberg ».
Allant plus loin que la simple mise en cause de l’URSS, Casamayor, entre autres, reproche aux Alliés la différence de traitement entre les massacres de civils russes en Ukraine, et les bombardements de Dresde, Hiroshima, Nagasaki. Poliakov écrira : « à dater de maintenant, il y a deux genres de droit international, un pour les Allemands, l’autre pour le reste du monde ».
« Si les bombardements indiscriminés de Londres et l'utilisation des armes de représailles, telles les fusées V1 et V2, ne sont pas au nombre des chefs d'accusation, c'est sans doute pour ne pas y inclure les bombardements indiscriminés par la  R.A.F. des populations civiles, dont le bombardement au phosphore de Dresde, constitue le paroxysme ».

## Héritages du procès

### Justice internationale
L'Assemblée générale des Nations unies a confirmé le 11 décembre 1946 « les principes de droit international reconnus par le statut du tribunal de Nuremberg et par le jugement de celui-ci », et leur a donné une valeur permanente. En novembre 1947, une commission du droit international est créée par l’ONU.
Pourtant, ces décisions ne donnèrent aucun résultat dans les faits. En 1967, par exemple, une commission est chargée par l’Association internationale des juristes démocrates de déterminer si des crimes de guerre étaient commis par les Américains au Viêt Nam. D’après l’un de ses membres, le bâtonnier Maurice Cornil, « le projet de constituer un tribunal permanent des crimes de guerre est bloqué depuis 1953 à cause, à dérision, de la définition d’agression ». En 1971, le procès de soldats américains accusés d’un massacre de Mỹ Lai ne fit nulle part mention de crimes de guerre. Toutefois, le juriste néerlandais Willem Pompe (nl) a formulé ainsi le droit pénal international : « Aussi longtemps qu’un code pénal international n’existe pas, ou n’est pas ratifié par les Nations Unies, les lois de Nuremberg demeurent des lois valables et applicables en vertu du jugement de Nuremberg, confirmé par décision des Nations Unies ».
En matière de justice internationale, il n’y eut tout d’abord que deux procès montés devant des tribunaux internationaux : celui de La Haye pour les crimes commis en ex-Yougoslavie (TPIY), et celui d’Arusha pour ceux commis au Rwanda (TPIR). Le fonctionnement du deuxième, jugeant des crimes commis durant une guerre non finie au moment du procès, fut très critiqué.
En 1998, par le traité de Rome, fut enfin créée la Cour pénale internationale qui siège désormais à La Haye.

### Principes éthiques et politiques développés
On doit aux principes de Nuremberg, un document juridique réalisé pendant ce procès, la définition des crimes contre la paix et des crimes contre l'humanité. En outre, les expériences médicales conduites par des médecins nazis ont conduit, à l'issue du « procès des Médecins », à la création du Code de Nuremberg qui pose des principes en matière d'expérimentation médicale sur des sujets humains.
La définition du génocide découle directement du procès. Le terme de génocide est ainsi utilisé pour définir les crimes de guerre (et non les crimes contre l’humanité) dans la résolution de l’ONU de 1946, puis dans la « convention pour la prévention et la répression du crime de génocide », adoptée à l’ONU le 9 décembre 1948. Le texte reprend pour l’essentiel la définition du statut.
Le concept d'« éthique de la recherche » est issu de la république de Weimar, mais il faut attendre la fin de la Seconde Guerre mondiale pour le voir émerger, au travers notamment du Code de Nuremberg.
En 1964, un débat s’engage sur la prescription des crimes contre l’humanité : en effet, dans la plupart des législations, la prescription est de vingt ans, et la date se rapproche. Ainsi, en France et en Allemagne en 1964, puis à l’ONU en 1968, les crimes contre l’humanité sont déclarés imprescriptibles.

### Héritage médiatique
Les films documentaires sur les camps de concentration projetés lors du procès ont profondément marqué l'opinion publique, contribuant à faire connaître les images des atrocités commises par les nazis. Le procès a été filmé par le réalisateur américain John Ford. Si le film du procès est important, ceux d’Eichmann et de Barbie ont contribué à garder en mémoire les principes de Nuremberg.

### Instrumentalisation du procès par la Russie en 2016 pour nier l'invasion de la Pologne par l'Union soviétique en 1939
Le 1er septembre 2016, la Cour suprême de la fédération de Russie a confirmé la condamnation du blogueur Vladimir Luzgin, coupable d'avoir déclaré que l'Allemagne nazie et l'Union soviétique avaient envahi la Pologne de commun accord en septembre 1939. Selon la Cour suprême, cette assertion constitue une « négation publique des procès de Nuremberg et la mise en circulation de fausses informations sur les activités de l'Union soviétique durant la Seconde Guerre mondiale »,.